# Voiture Mark 1
Les voitures Mark 1, ou Mk 1, des British Railways (BR) désignent une famille de voitures et d'automotrices, qui représentent les premiers modèles standardisés de voitures de chemin de fer construits par les British Railways. Elles furent produites de 1951 à 1964 (pour les voitures) et seront remplacées par les voitures Mark 2 puis Mark 3 qui se distinguent par leur construction monocoque (alors que les Mark 1 utilisaient la solution caisse + châssis).
À la suite de la nationalisation en 1948, les BR avaient d’abord continué à construire des voitures inspirées des conceptions des «Big four», les quatre grandes compagnies (Great Western, Southern, London Midland and Scottish et LNER). Les voitures Mark 1, mises en service à partir de 1951, devaient être la norme pour le matériel remorqué. Les nouveaux autorails et automotrices s'inspireraient également de cette norme.
Prévues pour une utilisation sur toutes les lignes du réseau, intégrant les meilleures caractéristiques du matériel récent des anciennes compagnies, il a également été conçu pour être beaucoup plus solide en cas de collision ou de déraillement que les modèles précédents, qui employaient souvent le bois (partiellement ou totalement).
Les voitures Mk 1 ont été construits en deux tranches distinctes: les premiers véhicules (1951-1960) et le matériel «Commonwealth» (nommé d'après le type de bogie utilisé) à partir de 1961.

## Construction
Ce design a été utilisé pour le matériel voyageurs remorqué, les autorails et automotrices et le matériel ne transportant pas de passagers (fourgons, voitures postales, etc.). En ce qui concerne le matériel remorqué pour voyageurs, leur construction s'est effectuée de 1951 à 1963, tandis que le matériel automoteur et les voitures postales ont été construits jusque 1974. Les voitures et automotrices Mark 2, puis Mark 3, ont remplacé cette première génération de matériel unifié.
Deux longueurs de châssis existaient :
- La plupart avaient un châssis de 63 pieds 6 pouces 19,33 m, avec un entraxe de 14,17 m entre les bogies.
  - La caisse avait 19,66 m (pour le matériel doté de l'intercirculation) et 19,35 m pour celui sans intercirculation.
- Les autres, plus rares, avaient un châssis de 57 pieds 17,35 m avec un entraxe de 12,19 m entre les bogies.
  - La caisse avait 17,68 m de long (ou 17,42 m pour le matériel sans intercirculation).
  - Ce matériel à châssis court était surtout construit pour les lignes à courbes serrées, ce qui compliquait l'inscription dans les courbes et sur les quais de gares en courbe en raison d'un porte-à-faux excessif.

Ces longueurs de châssis permettaient de créer des compartiments ou écarts entre les sièges de 1,91 m, plus un espace pour les toilettes et les vestibules (plates-formes d'accès).
Il existait des voitures, grandes lignes, à compartiments ou à couloir central. Les voitures de banlieue étaient des voitures à portières latérales, sans intercirculation.

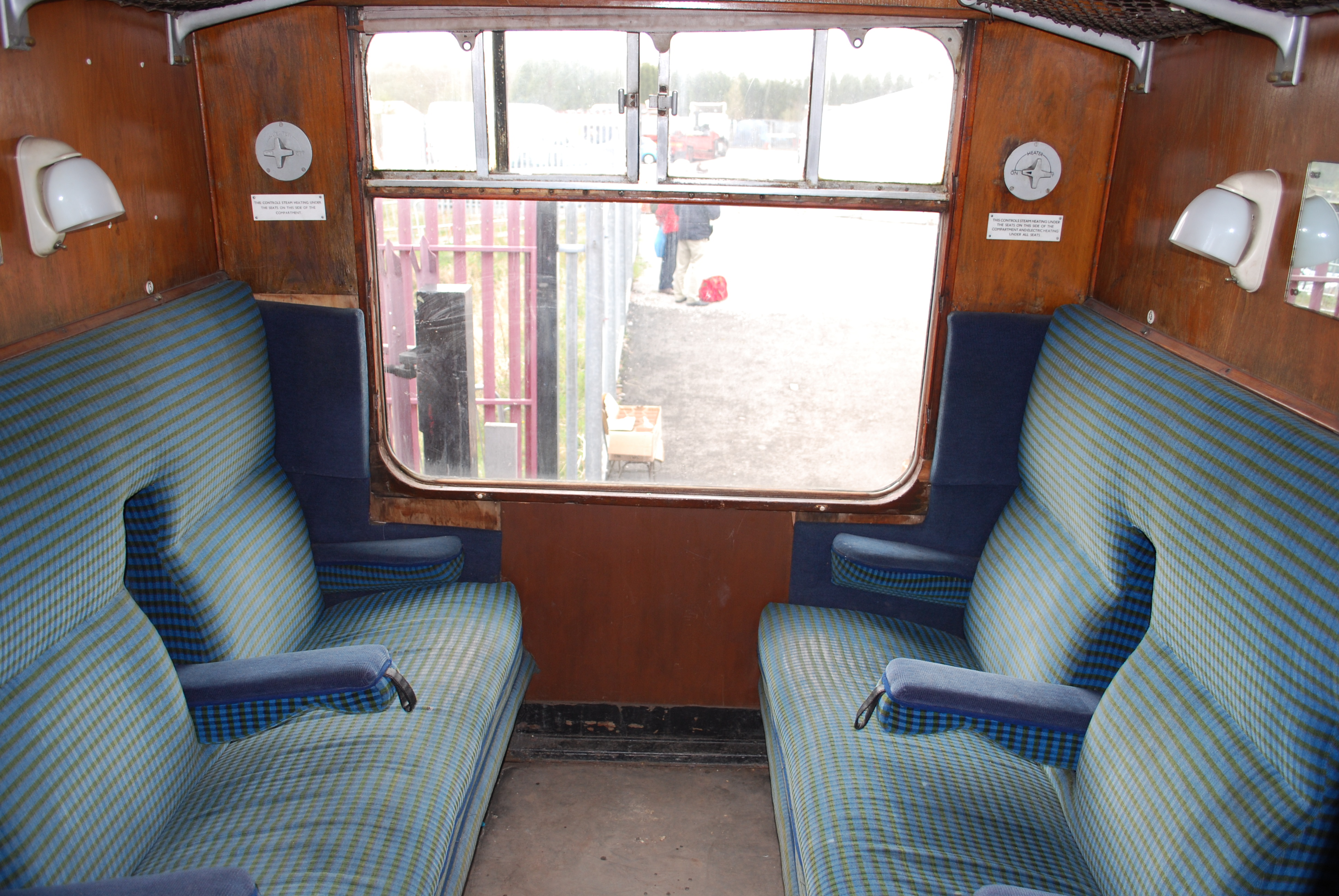
Compartiment de seconde classe (ancienne troisième classe).
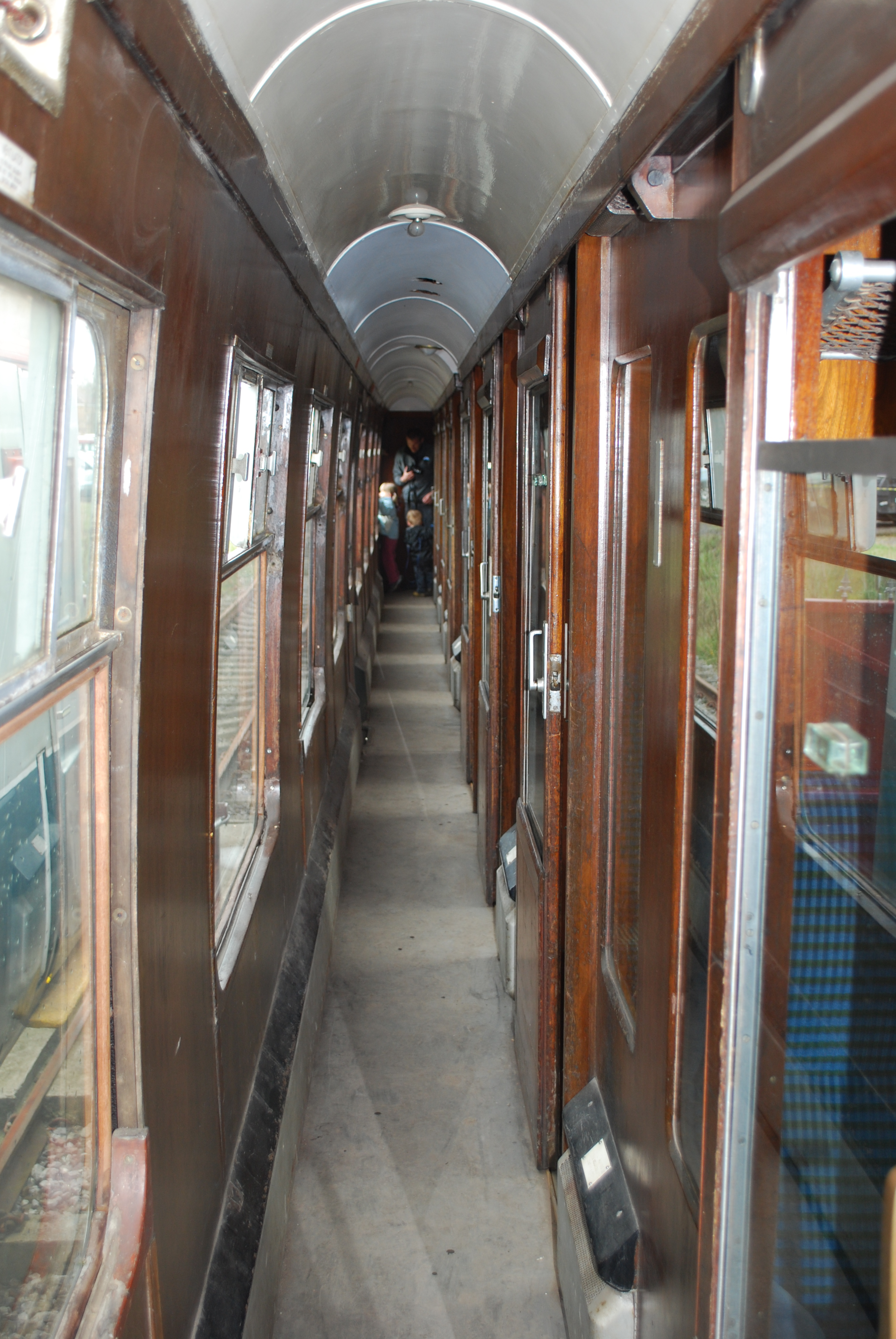
Couloir. À noter le mur extérieur galbé.
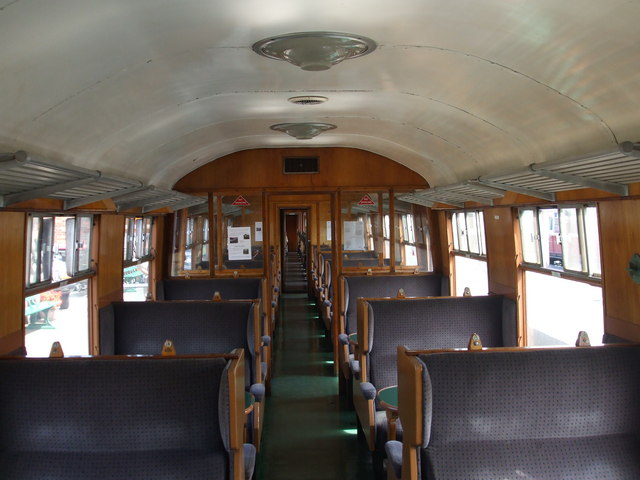
Voiture à couloir central de troisième classe en configuration "Touriste" (2+2 places).
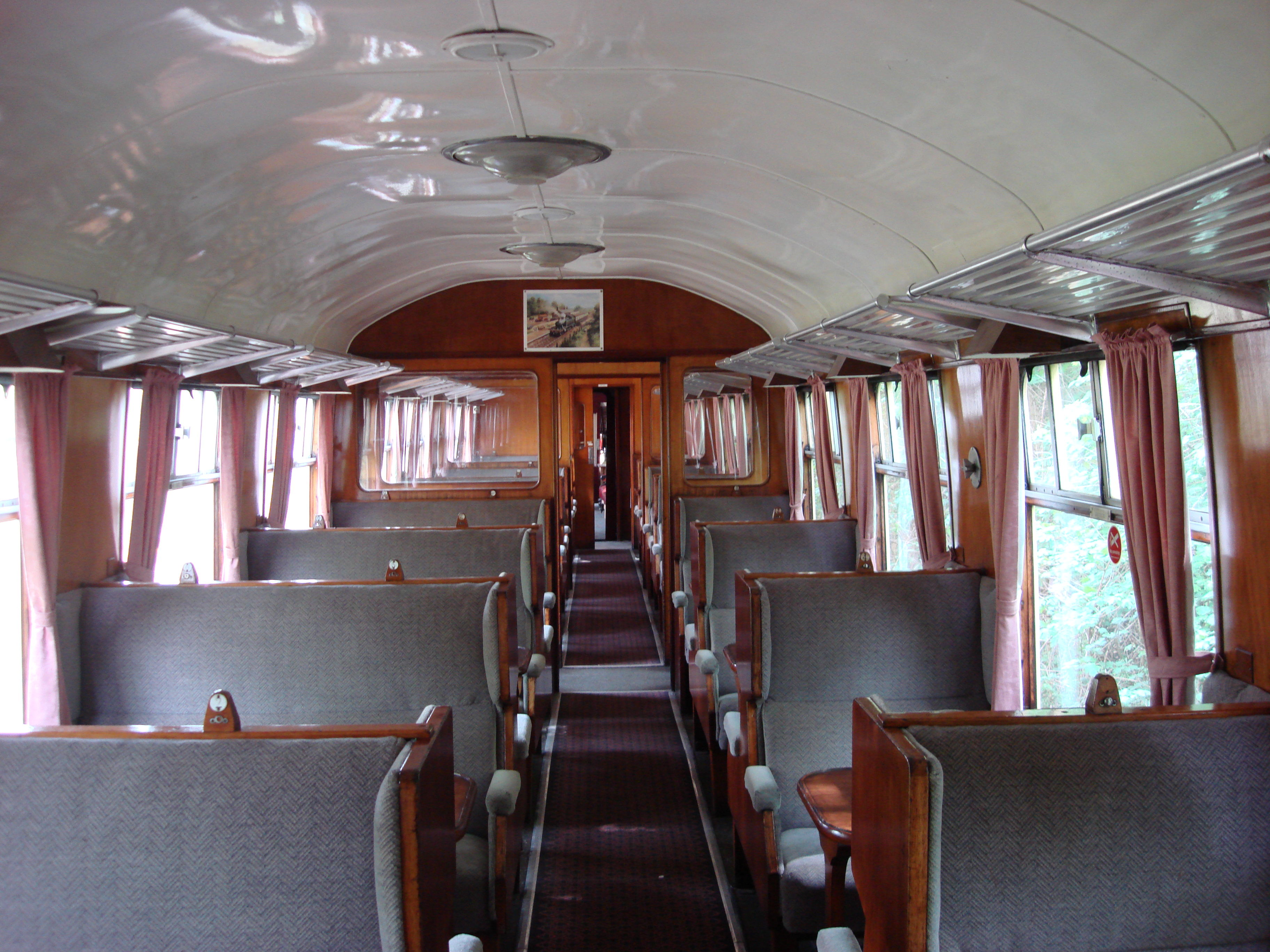
Voiture à couloir central de troisième classe en configuration plus luxueuse (2+1 places).
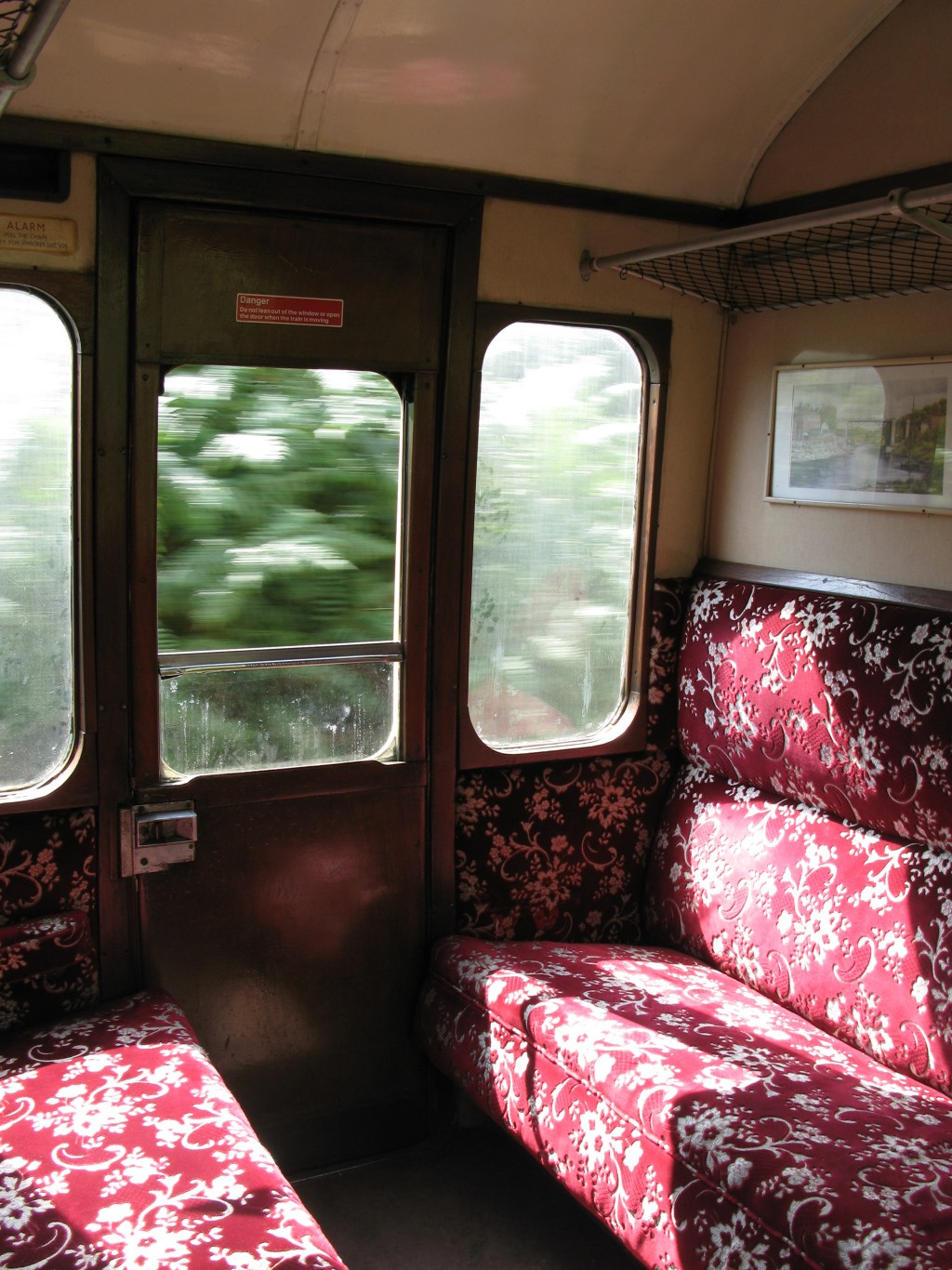
Voiture de banlieue, troisième classe.
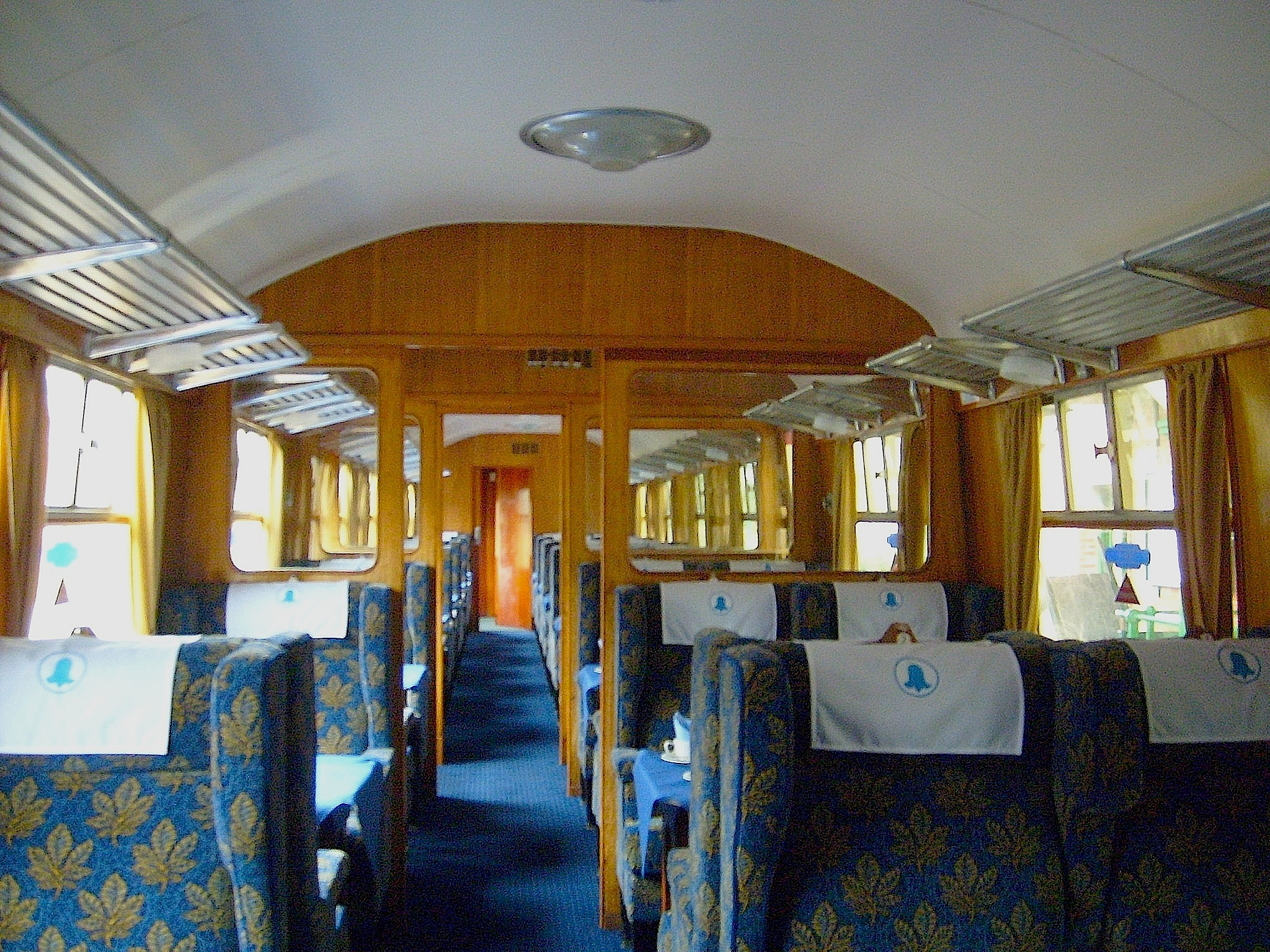
Voiture de première classe à couloir central.
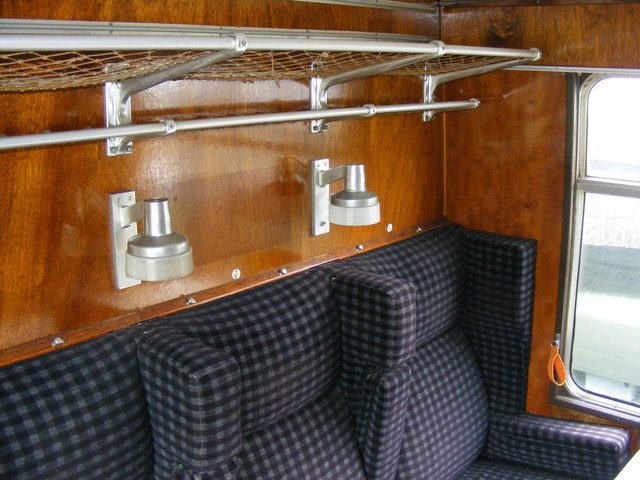
Compartiment de première classe.

Un véhicule typique des Mark 1, la voiture TSO (Open Standard class), comportait huit baies (et huit groupes de sièges), trois vestibules d'entrée et une paire de toilettes à une extrémité. Les concepteurs ont veillé à ce que les passagers puissent profiter d'une vue dégagée depuis tous les sièges. Les sièges étaient bien alignés avec les fenêtres et, sur le matériel Mark 1 grandes lignes, les fenêtres avaient un seuil bas, à peine 0,64 m au-dessus du plancher.
Une caractéristique inhabituelle ce design était la courbure de caisse d'un rayon de 8,53 m, à peine perceptible ; les fenêtres étaient en verre plat et par conséquent le quartier supérieur ouvrant était séparé et dans un angle différent du vitrage inférieur, et les panneaux en acier étaient en retrait de chaque côté de chaque fenêtre pour tenir compte de la différence entre les vitres, plates, et les parois incurvées.

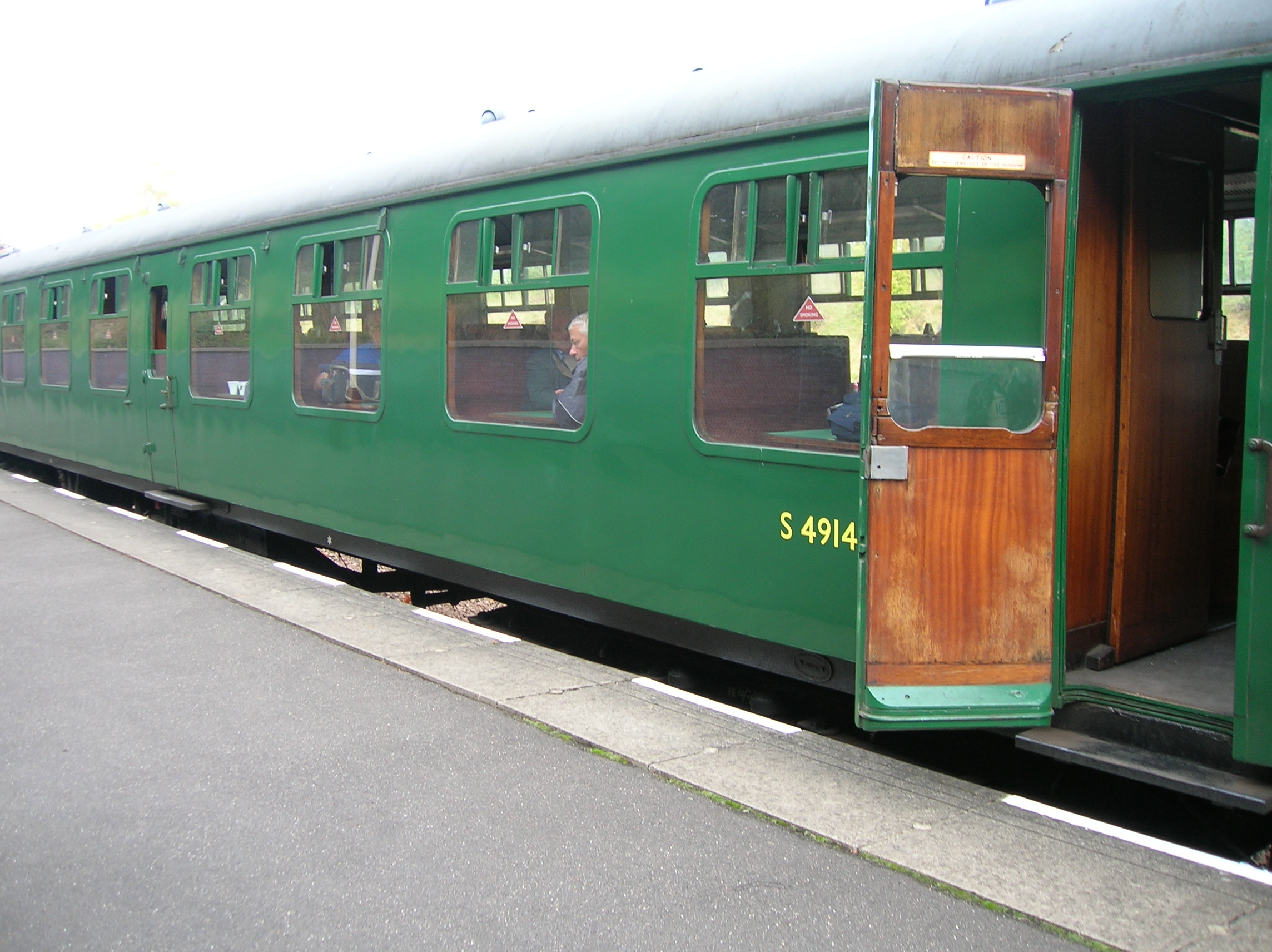
Porte battante d'une voiture TSO.

Les fenêtres étaient équipées de vitres coulissantes dans la partie supérieure, avec un déflecteur pour une ventilation sans courants d'air. Les portes étaient munies de vitres sans cadre coulissant vers le bas fabriqués par Beclawat.

Les véhicules des premières séries avaient des cloisons et du mobilier intérieur en bois, utilisant diverses essences. 14 prototypes, commandés en 1955, possédaient de nombreuses différences[Lesquelles ?]. Les voitures livrées à partir de la fin des années 1950 seront modifiées en employant des panneaux de contreplaqué ou de matériaux synthétiques et, pour les derniers véhicules de la série, un éclairage fluorescent remplaçait les ampoules à incandescence. À partir de la fin des années 1950, des fenêtres à cadres en aluminium sont employées sur le matériel neuf au lieu des fenêtres, directement enserrées dans la structure métallique des longs-pans des parois. 

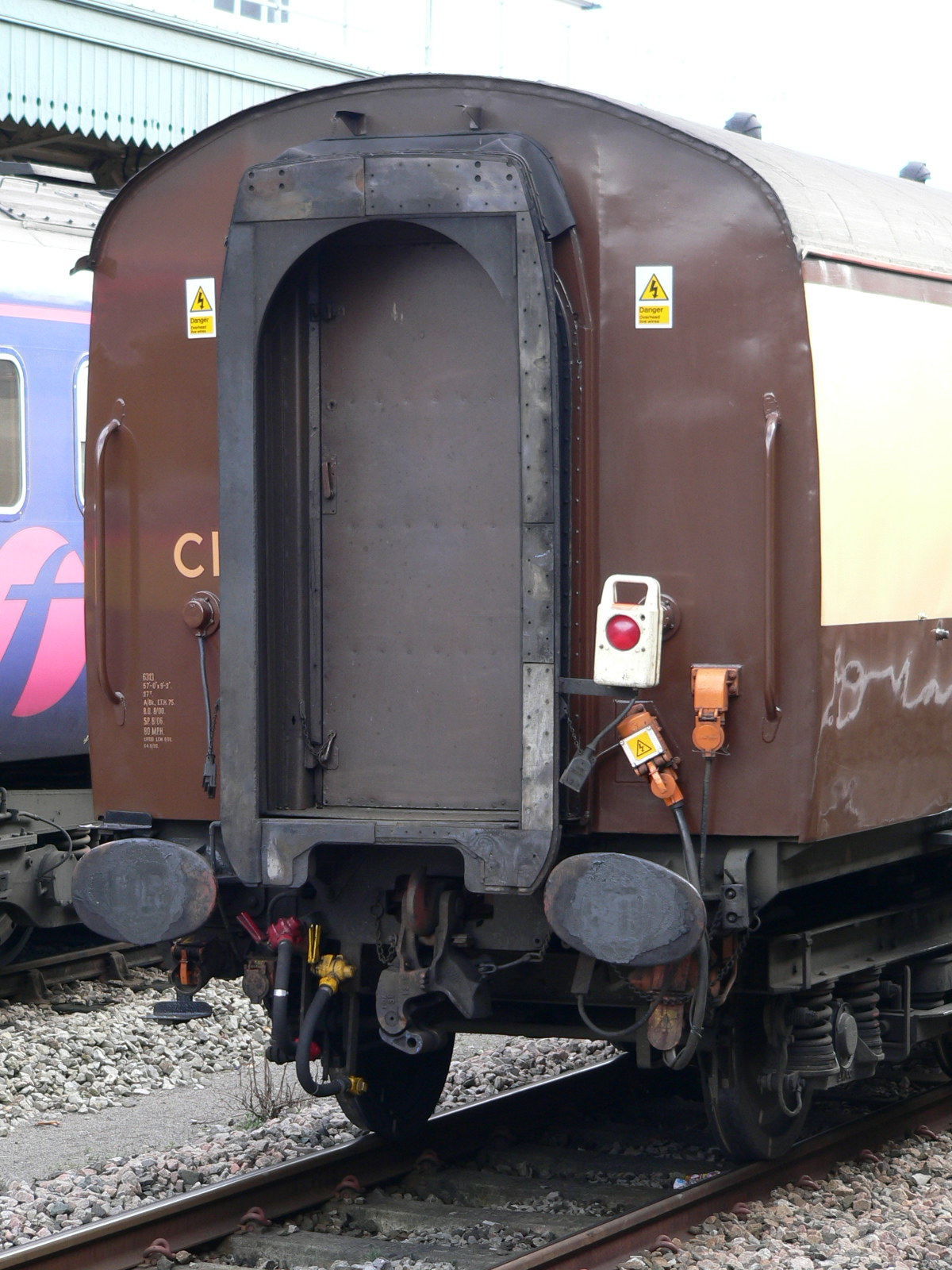
Une Mark 1 équipée d'un attelage double de type britannique à chaînes et tampons avec articulation dégagée.

Les châssis consistaient en un assemblage lourd de profilés en acier, avec formant des fermes de renfort. Ces renforts trapézoïdaux ont été placées près de la ligne médiane du véhicule plutôt que sous les longerons extérieurs, comme cela était caractéristique des véhicules précédents.
Les bogies d'origine étaient du type à deux traverses et étaient désignés "BR Mark 1" (BR1).
- Ceux-ci se sont révélés insatisfaisants et un nouveau design en acier moulé a été introduit à partir de 1958 (souvent appelé type Commonwealth).
- Ce dernier avait de bien meilleures qualité de roulement et limitait l'usure des bandages mais avait un poids conséquent.
- La plupart des automotrices Mark 1 et les dernières tranches de voitures ont été construits avec le bogie B4 conçu par British Rail à Swindon.
- Par la suite, de nombreux véhicules à boggie BR1 ont été équipés du bogie B4, ce qui a permis d’obtenir un roulement confortable.

Un facteur important était le couplage en compression, qui amortissait les mouvements indésirables entre les voitures grâce au frottement des épaisses plaques d'extrémité de l'intercirculation.
Un dispositif appelé témoin (tell-tale) connecte entre eux les cordons de sécurité à la ligne de train pour faciliter un arrêt d'urgence.

## Variantes
Il existait de très nombreuses variantes des voitures Mark 1. Celles accueillant des voyageurs offraient soit des sièges de première classe, soit des sièges de troisième classe (la seconde classe n'existant plus depuis longtemps[Quand ?]). Après 1956, qui vit la disparition de la troisième classe sur tout le compartiment européen, les voitures britanniques de 3e classe furent recatégorisées en tant que seconde classe.

### Matériel voyageurs

#### First Corridor (FK)
347 voitures (diagramme 116) construites entre 1951 et 1962 dotées de sept compartiments de première classe (six places chacun). Un WC se trouve à chaque extrémité, cette voiture possède une porte supplémentaire vers le centre de la voiture, mais uniquement du côté couloir.

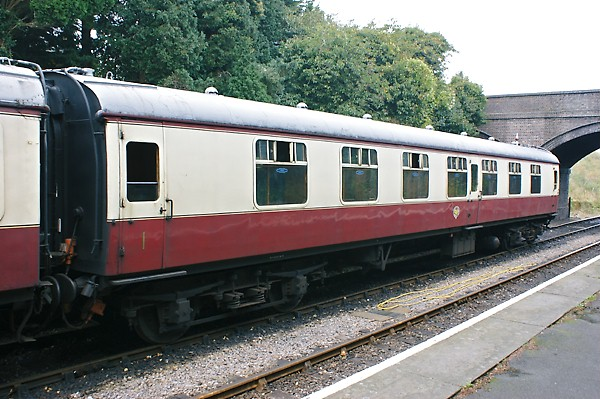
Voiture FK côté couloir…
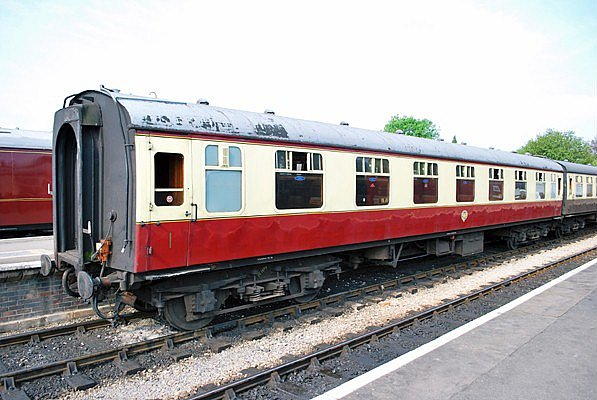
et côté compartiments.

#### First Open (FO)
152 voitures au total (diagramme 73 pour la série principale) construites de 1951 à 1963. Leur disposition (diagramme 73) est la suivante : un vestibule, une toilette, une salle de trois travées (18 sièges), le vestibule central, une salle de 4 travées (24 sièges), une toilette et un vestibule. Ce modèle est le résultat d'un compromis entre accessibilité et confort :
- les voitures diagramme 71 (3 exemplaires livrés en 1951) n'avaient pas de vestibule central.
- les voitures diagramme 72 (17 exemplaires, livrés en 1954) sont un modèle transitoire muni d'un accès central au niveau de la quatrième travée. Cet accès, disposé au sein d'un groupe de sièges était à la manière des voitures à portières latérales[4] avec une porte et deux baies de custode[5].
- les voitures diagramme 73, les plus communes, livrées à partir de 1954, remplaceront cet accès inconfortable par un vestibule dédié (entre la troisième et la quatrième travée) avec des cloisons intérieures évitant les courants d'air, mais au prix d'une réduction de l'espace disponible pour les 42 voyageurs, nécessaire pour accommoder ce vestibule supplémentaire.

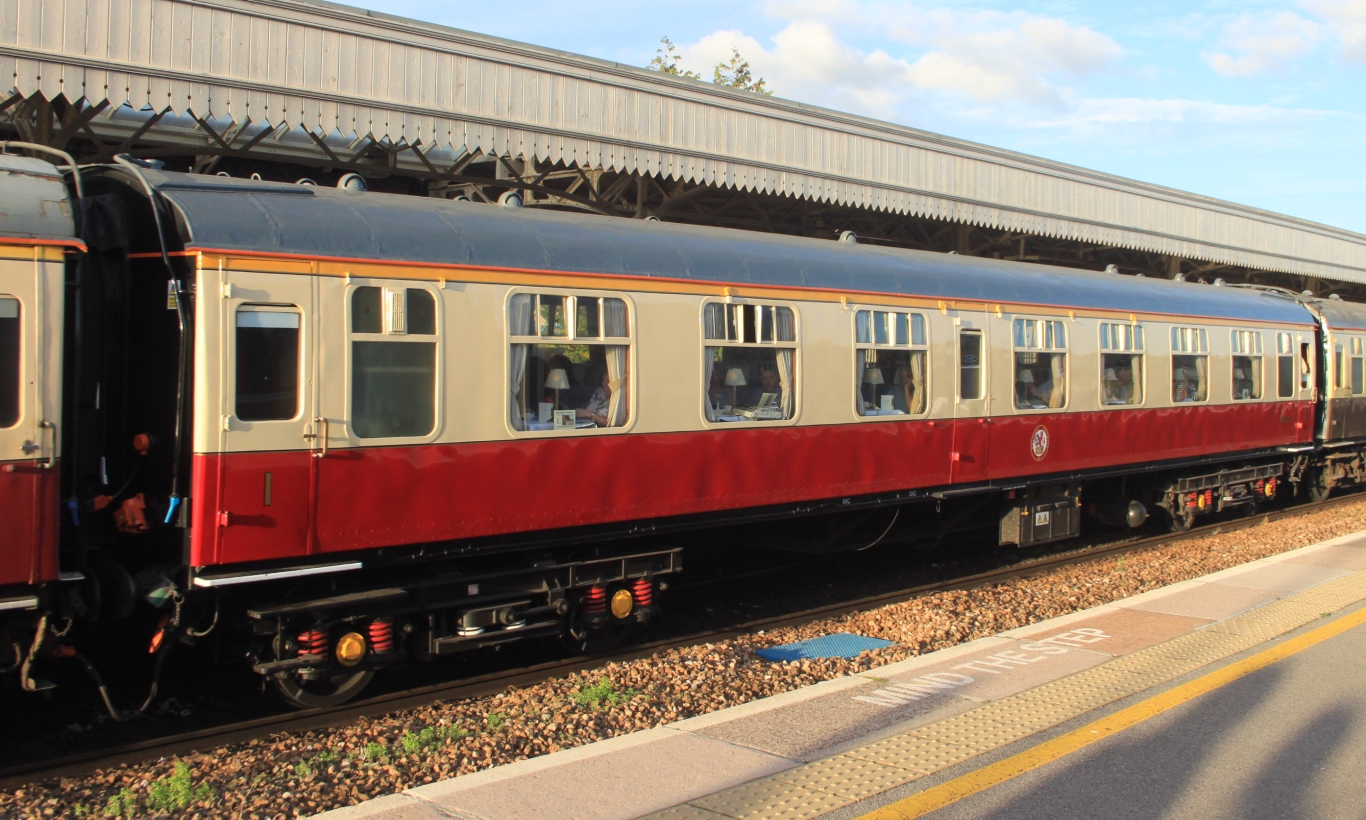
L'aspect des deux faces des FO est quasi identique
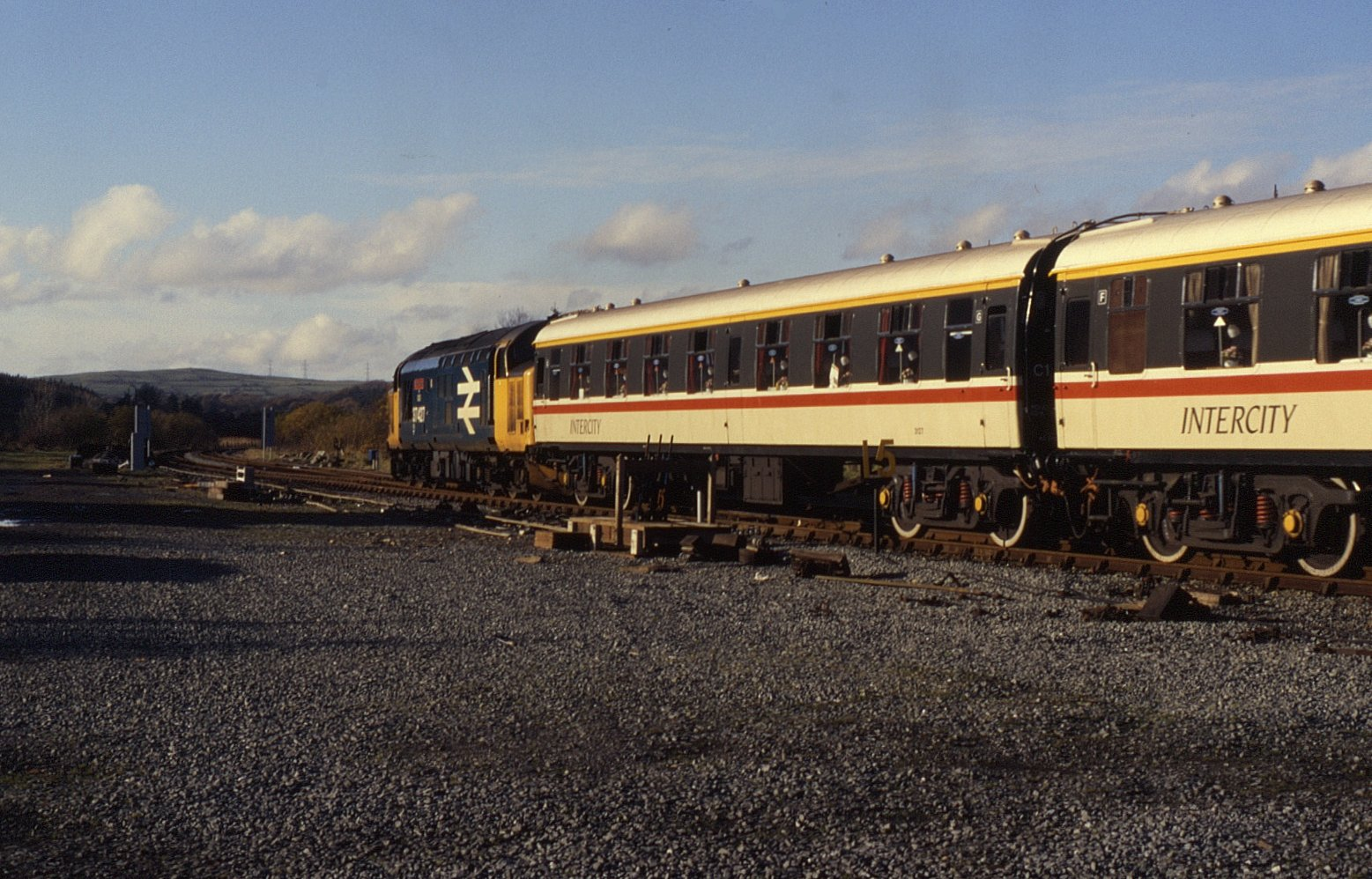
Quelques FO peintes en livrée InterCity assuraient encore les trains charter en 1988.

Contrairement aux voitures des classes inférieures, les toilettes des voitures FO sont disposées à chaque extrémité de la voiture et contournées par un couloir latéral.

#### Brake First Corridor (BFK)
Petite série de 28 voitures (diagramme 161) construites entre 1959 et 1963 qui possède une moitié identique aux voitures FK (une plateforme extrême, une toilette et quatre compartiments) tandis que l'autre moitié est aménagée avec un compartiment pour le garde (serre-freins) et un grand compartiment à bagages longé par un couloir latéral. Une plate-forme centrale, côté couloir et compartiments, est à la disposition des voyageurs.

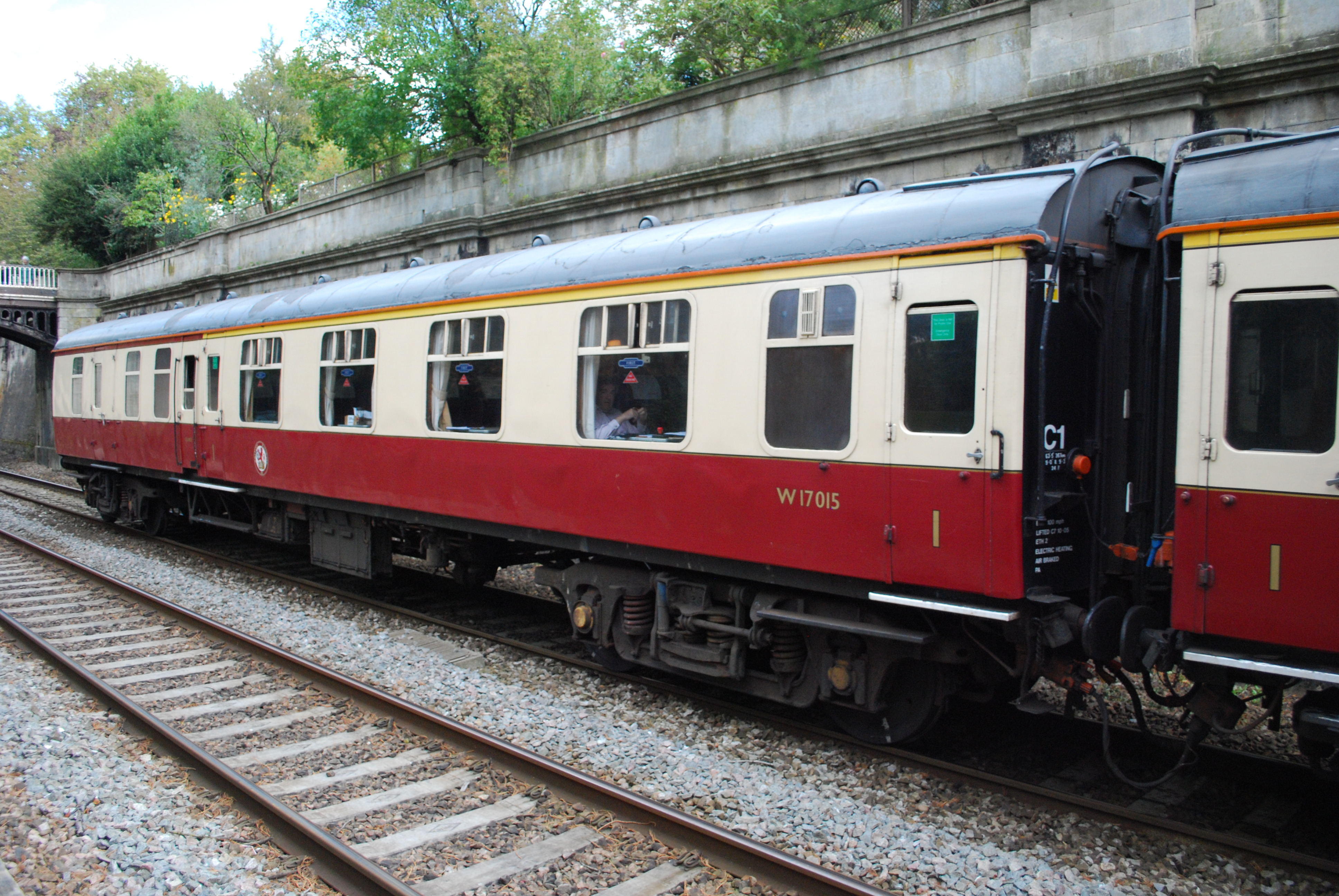
Côté compartiments...
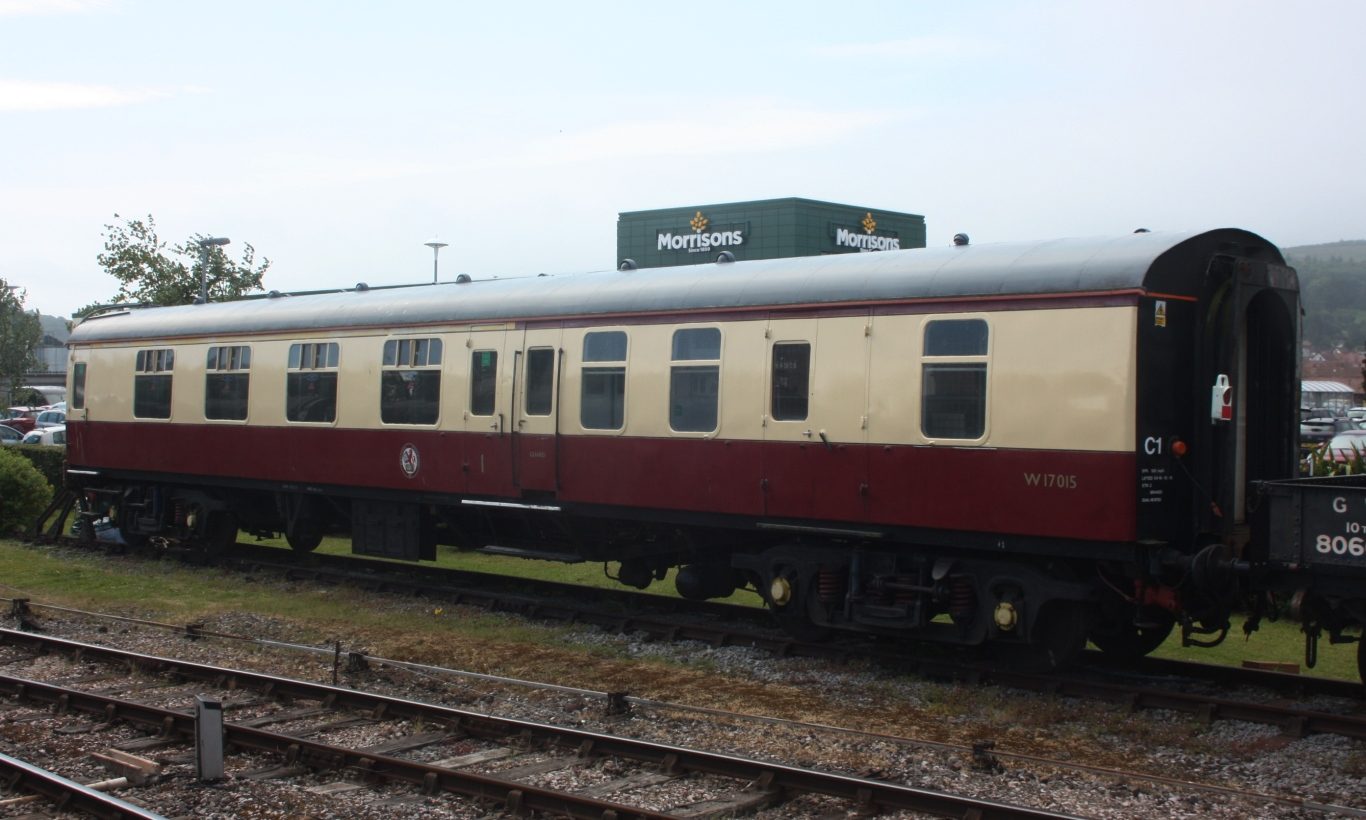
et côté couloir.

#### Composite Corridor (CK)
Ces voitures mixtes première et deuxième classe dépassaient de beaucoup l'ensemble des voitures de première classe de la famille Mark 1. Il existait deux diagrammes (126 et 128) dont la seule différence était l'absence d'accoudoirs en seconde classe sur les voitures diagramme 128, qui permettaient ainsi d'accueillir 8 personnes par compartiment au lieu de 6. Au total, 1241 voitures sont sorties d'usine entre 1952 et 1963.

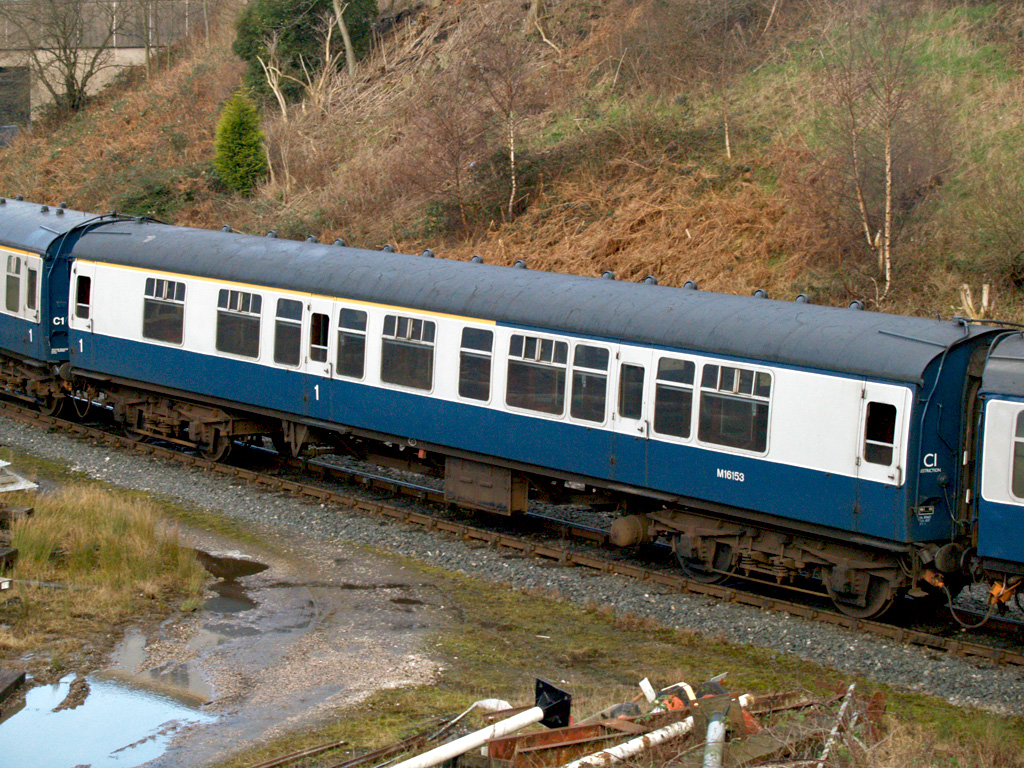
Côté couloir (deux portes supplémentaires).
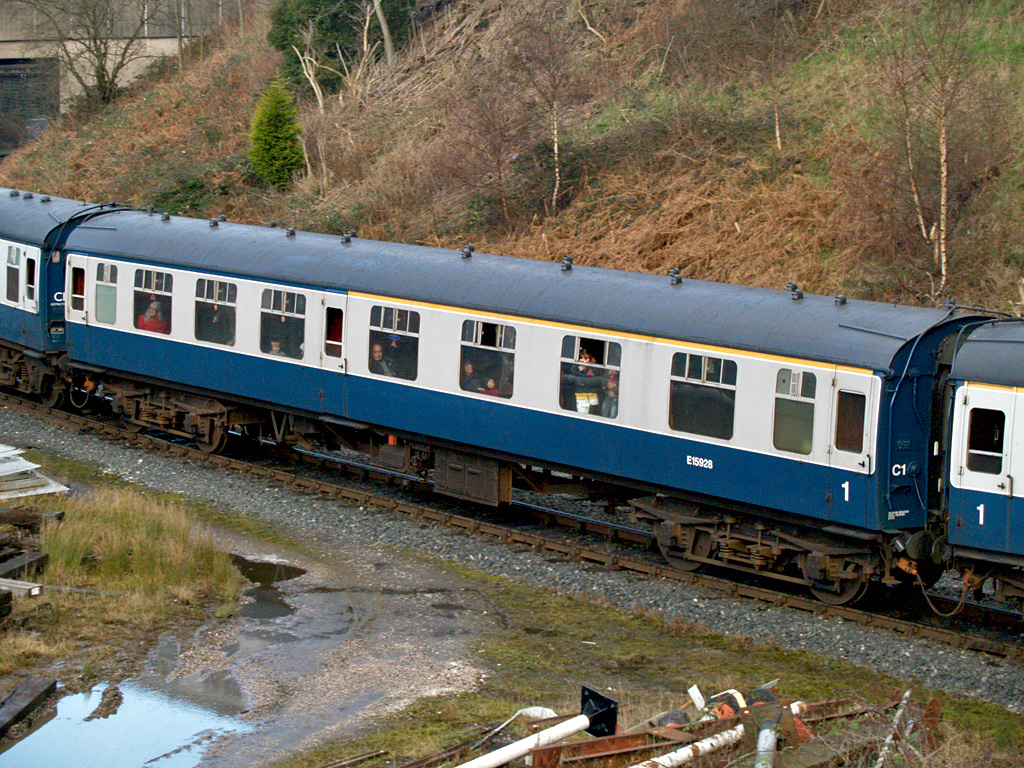
Côté compartiments (une porte supplémentaire).

Elles comportent quatre compartiments de première classe, un vestibule central uniquement doté d'une porte côté compartiments et trois compartiments de troisième classe. Une toilette était présente à chaque extrémité. Côté couloir, deux portes supplémentaires permettaient l'embarquement et le débarquement des voyageurs de chaque classe ; les voitures CK sont les seules à utiliser cette disposition héritée des anciennes compagnies. Cette disposition, permettait de transformer cette voiture pour le transport de blessés ; la fenêtre du compartiment de seconde classe faisant face à la porte de couloir pouvait entièrement pivoter pour permettre le chargement de brancards,.
- 1056 voitures de diagramme 126 ont été construites, contre 184 diagramme 128 ;
- le diagramme 127 correspond à un unique prototype de 1952 doté, différant des diagrammes 126-128 par la présence d'une porte centrale côté couloir en première classe au lieu de la porte décalée[8].

#### Brake Composite Corridor (BCK)
276 voitures (diagrammes 171 et 172, construites de 1954 à 1964) combinant un fourgon à bagages à des compartiments des deux classes. On y retrouve un vestibule extrême, trois compartiments de troisième classe, deux compartiments de première, une seconde toilette, un vestibule central, un petit compartiment à bagages et un local pour le garde.

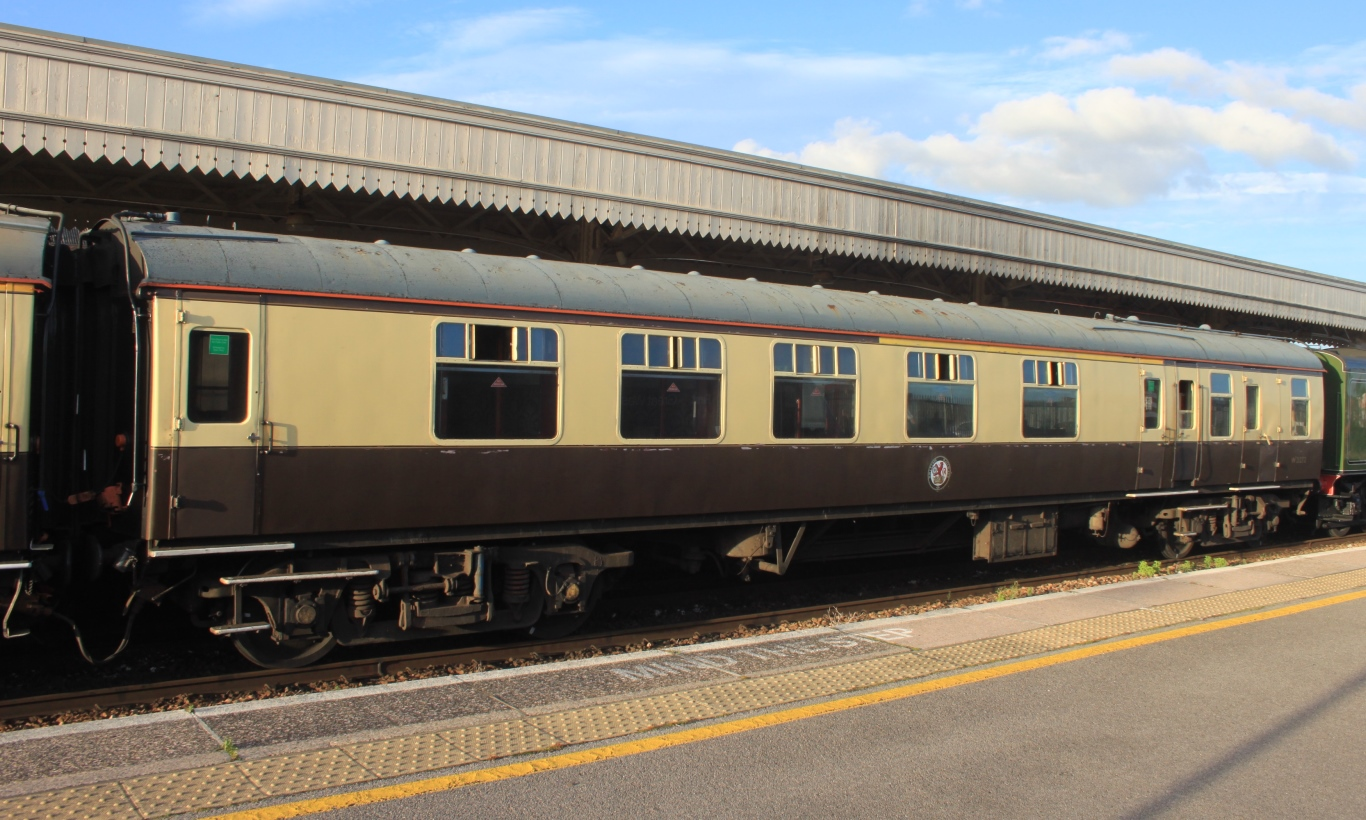
Côté couloir…
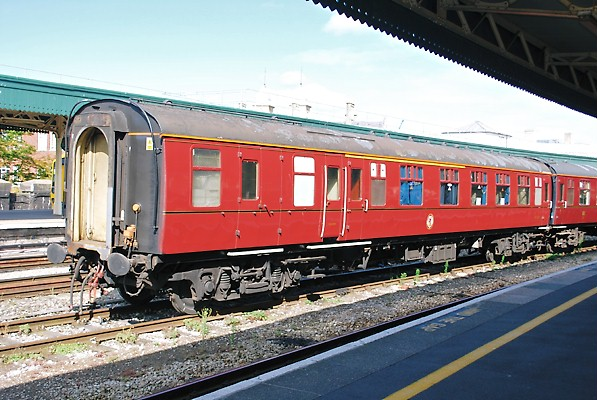
côté compartiments.

- Les voitures diagramme 171 offrent des compartiments de 6 places tandis que celles du diagramme 172 permettent 8 places par compartiment de troisième / seconde classe.

#### Brake Standard Corridor (BSK)
1461 voitures mixtes seconde classe / bagages (diagrammes 181 et 182) construites entre 1952 et 1963 comportant une plateforme extrême, une toilette et quatre compartiments, une plate-forme centrale, un compartiment pour le garde et un très grand compartiment à bagages.
- les voitures diagramme 181 (1097 exemplaires) offrent des compartiments de 6 places tandis que celles du diagramme 182 (364 exemplaires) ont 8 places par compartiment.

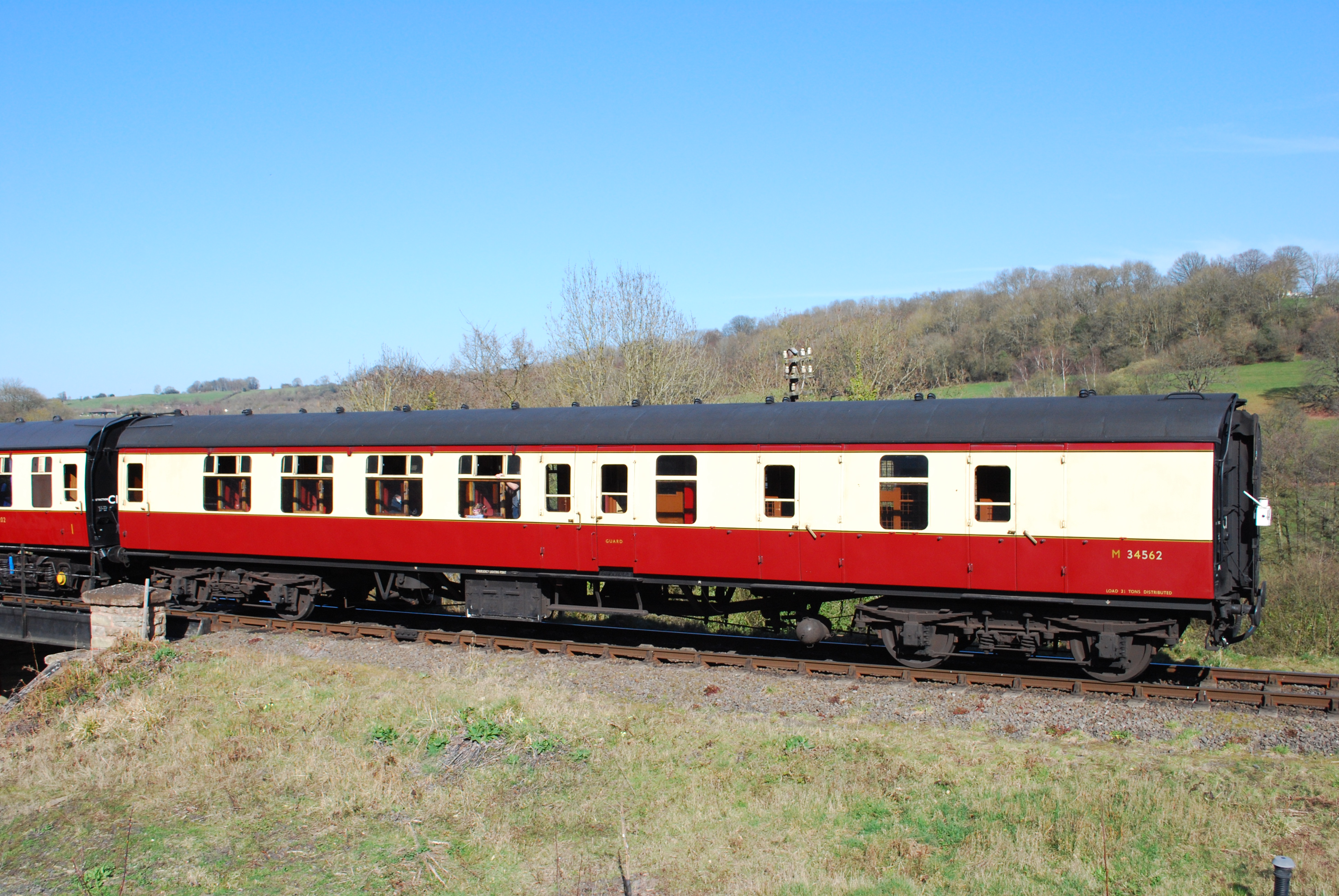
BSK Côté couloir…
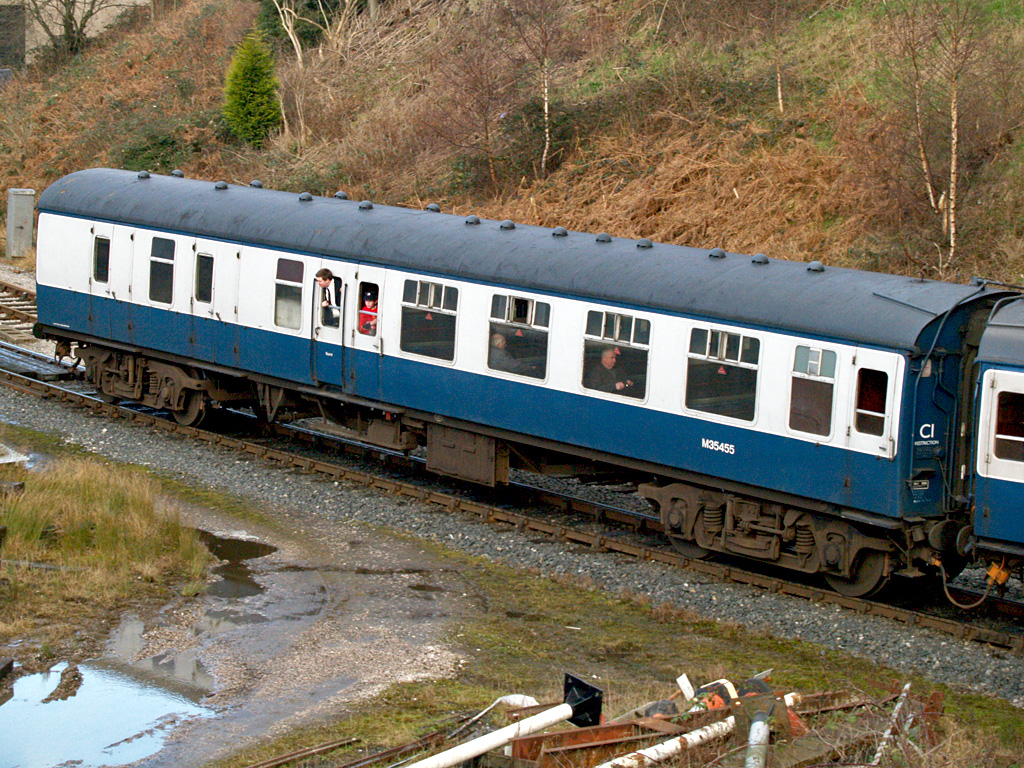
côté compartiments.
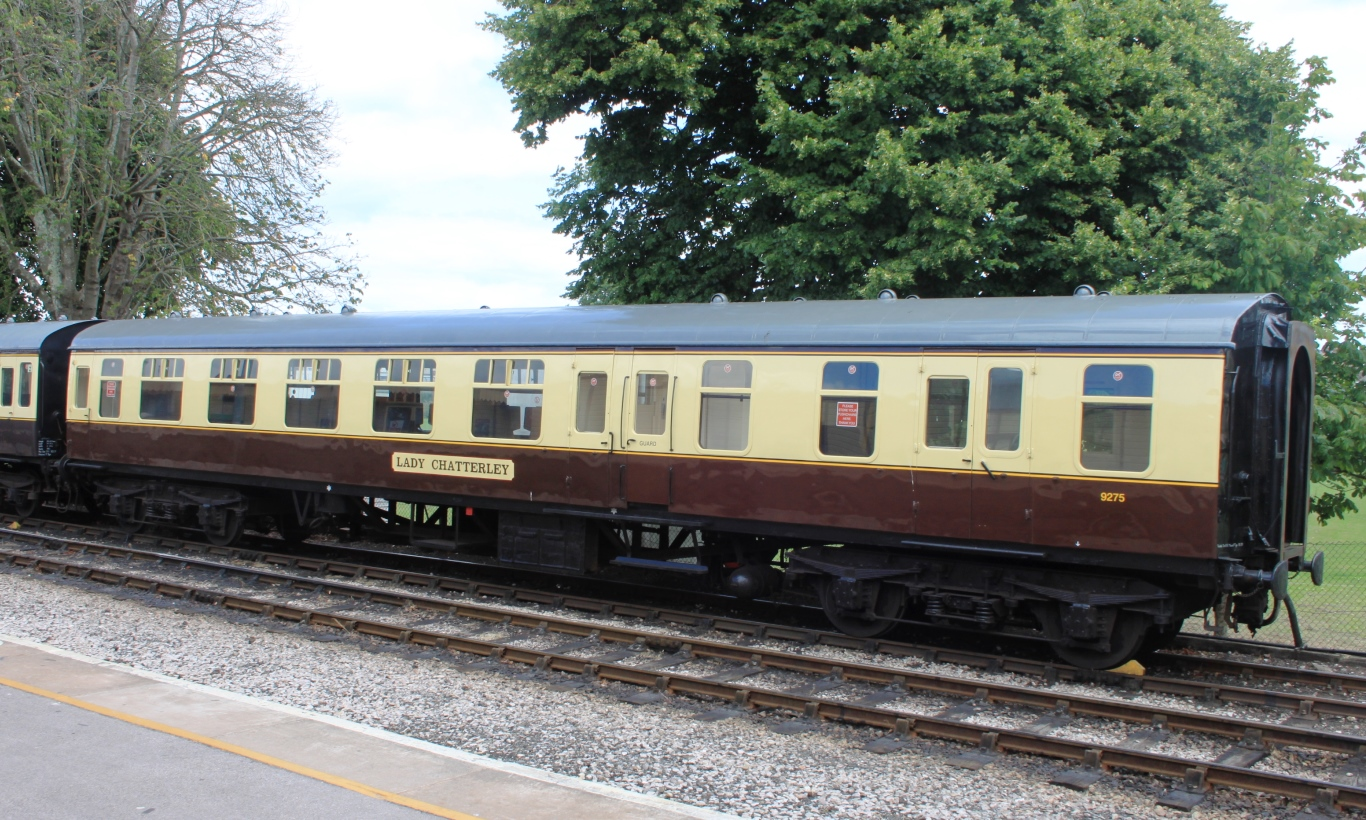
BSO côté couloir…
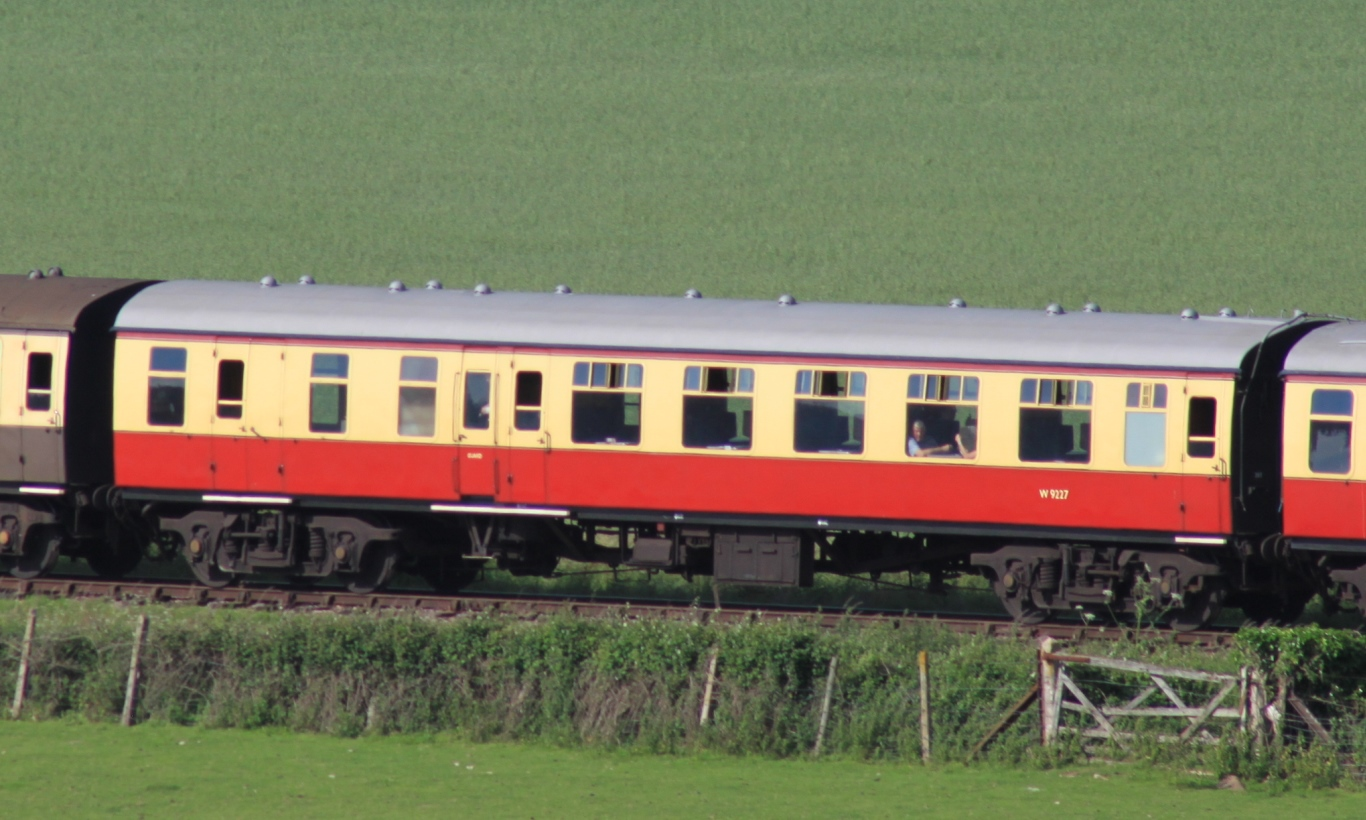
côté toilette.

#### Brake Standard Open (BSO)
181 voitures (diagrammes 183 et 184) proches des précédentes mais à couloir central et pourvues d'un plus petit compartiment à bagages. Elles comportent une plateforme extrême, une toilette (disposée d’un côté), une salle à couloir central de 39 places (cinq travées), une plate-forme centrale, un compartiment pour le garde et un compartiment à bagages.

#### Standard Open (SO)
Ces voitures (diagrammes 90 et 94) de troisième classe, future seconde classe, se caractérisaient par un aménagement intérieur en à couloir central en configuration 2+1, comme en première classe, avec le même nombre de places (48) que dans la plupart des voitures à compartiments. Seules 110 furent construites tandis qu'une version de plus grande capacité, les TSO, en configuration 2+2 seront commandées en plus grandes quantités.
Elles comportent deux salles de quatre travées ; les toilettes sont disposés à une extrémité de part et d'autre du couloir central, entre l'intercirculation et le vestibule, légèrement décalé.
- les 15 premières voitures, de diagramme 90, furent construites en 1953 pour les trains à destination des gares maritimes. Dépourvues de vestibule central, elles avaient un niveau de confort plus important afin d'offrir un équivalent à la seconde classe européenne. Après la disparition de la troisième classe, ces 15 voitures seront surclassées. Aucune n'est préservée ; la dernière survivante a disparu dans les années 1990-2000[9].
- les 96 autres, livrées de 1954 à 1959, reprenaient le chaudron (carrosserie) des TSO avec un vestibule central.

#### Tourist Standard Open (TSO)
Cette désignation apparaît formellement en 1967 pour distinguer le matériel équipé de 64 places.
Diagrammes 89, 92 et 93. Version à haute densité des SO avec quatre rangées de sièges (64 places). Il y eut 1217 exemplaires répartis en trois séries.
- le diagramme 92 correspond à une petite série de 21 exemplaires, dépourvus de vestibule central[11], construite en 1951 ;
- le diagramme 93, 956 exemplaires construits de 1953 à 1959, se distingue par la présence d'un vestibule central flanqué par deux salles de quatre travées ;
- les 240 voitures construites de 1959 à 1963 sont appelées diagramme 89. Elles se distinguent par des sièges plus confortables, un éclairage fluorescent, du double vitrage etc[10]...

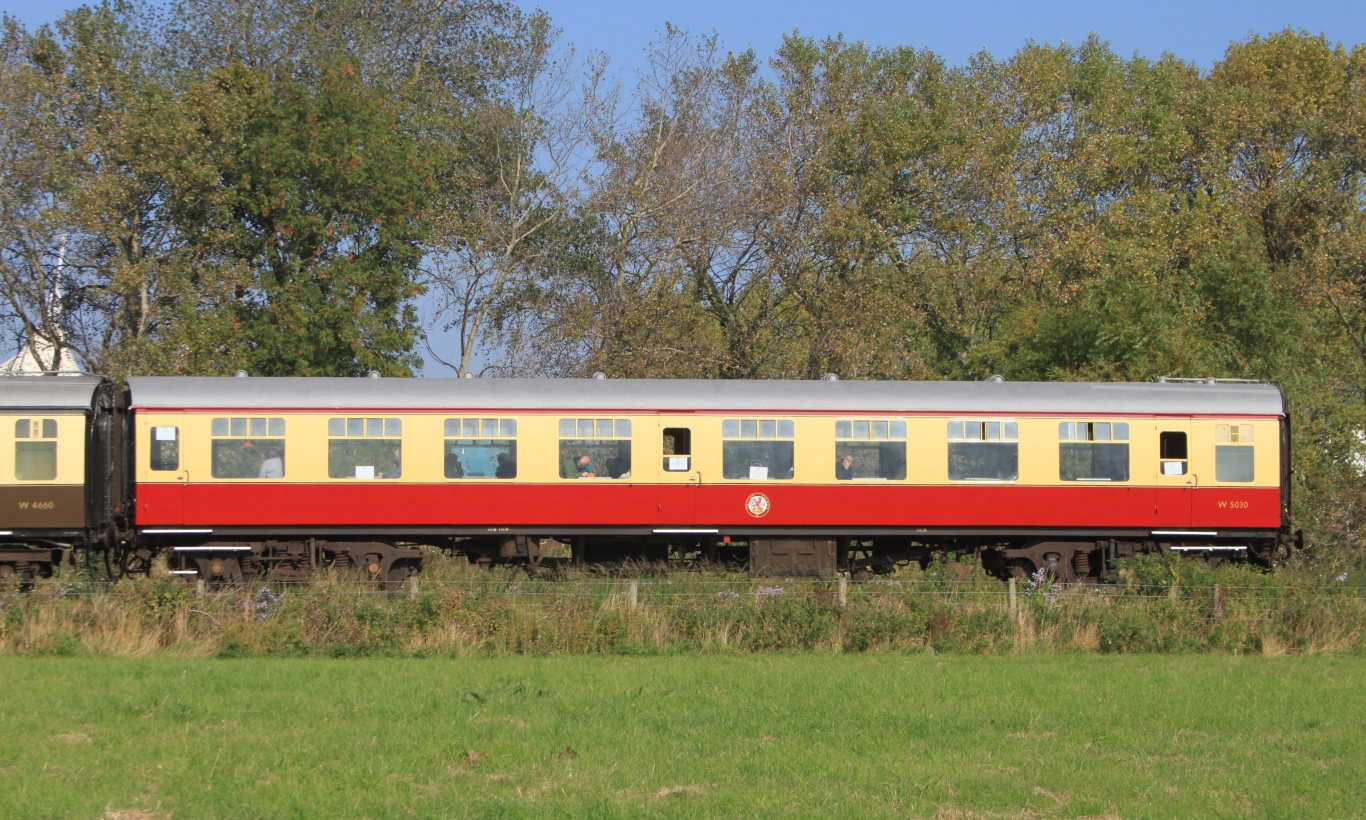
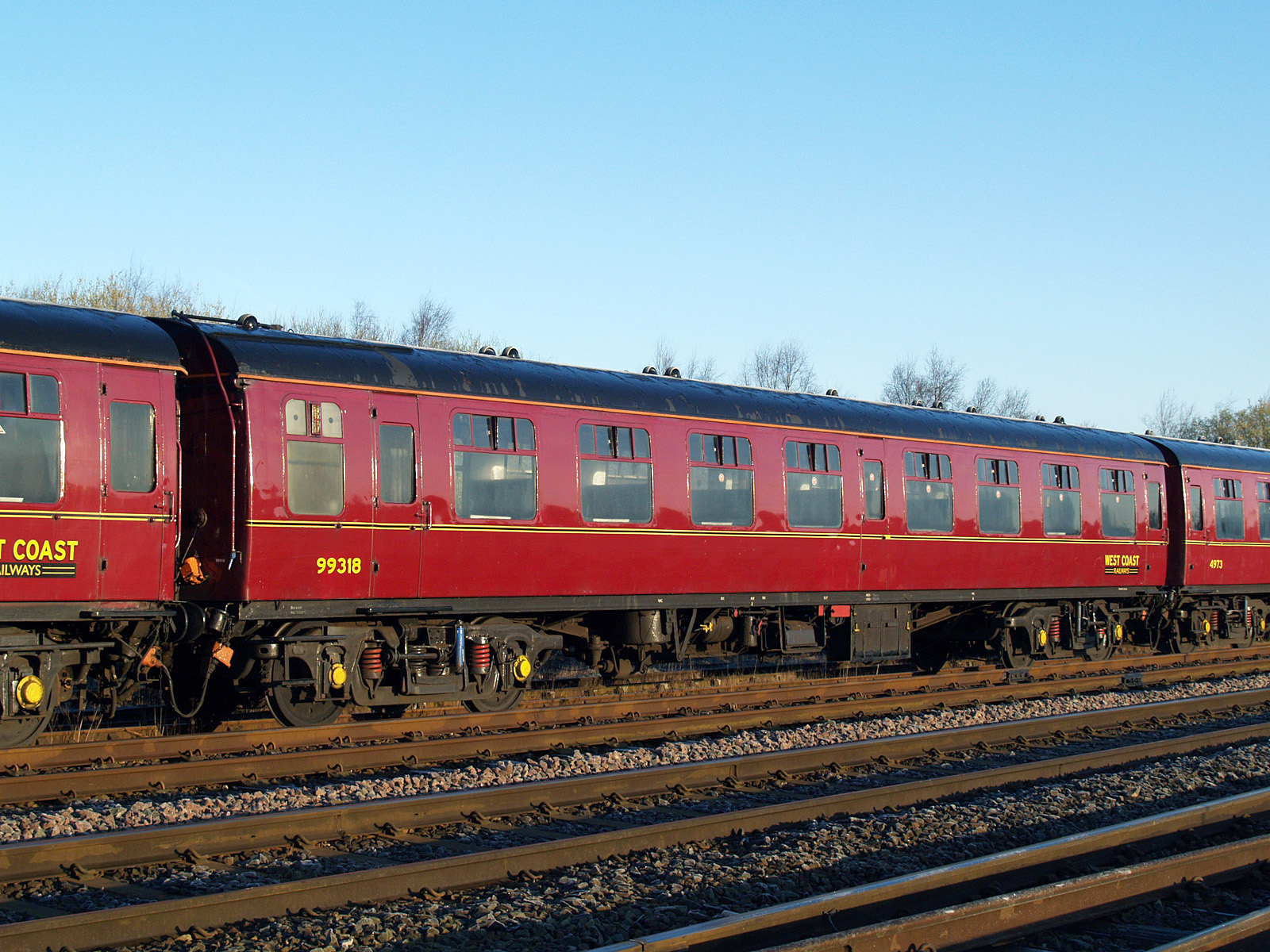

Lors de leur mise à la retraite, les SO et TSO ont été particulièrement prisées par les chemins de fer touristiques, grâce à leur capacité accrue et la possibilité d'admirer le paysage de chaque côté.

#### Standard Corridor (SK)
Le modèle le plus commun. Les deux séries (diagrammes 146 et 147) totalisent 2165 exemplaires.
Elles possèdent le même chaudron que les SO et TSO, avec des toilettes disposées aux extrémités de part et d'autre du couloir central.
- les voitures du diagramme 146 (1779 exemplaires construits de 1951 à 1963), offrent 48 places assises (8 compartiments de 6 places) ;
- celles du diagramme 147 (386 exemplaires de 1952 à 1963) possèdent des compartiments de 8 places (64 places au total, obtenues grâce à la suppression des accoudoirs, au détriment du confort).

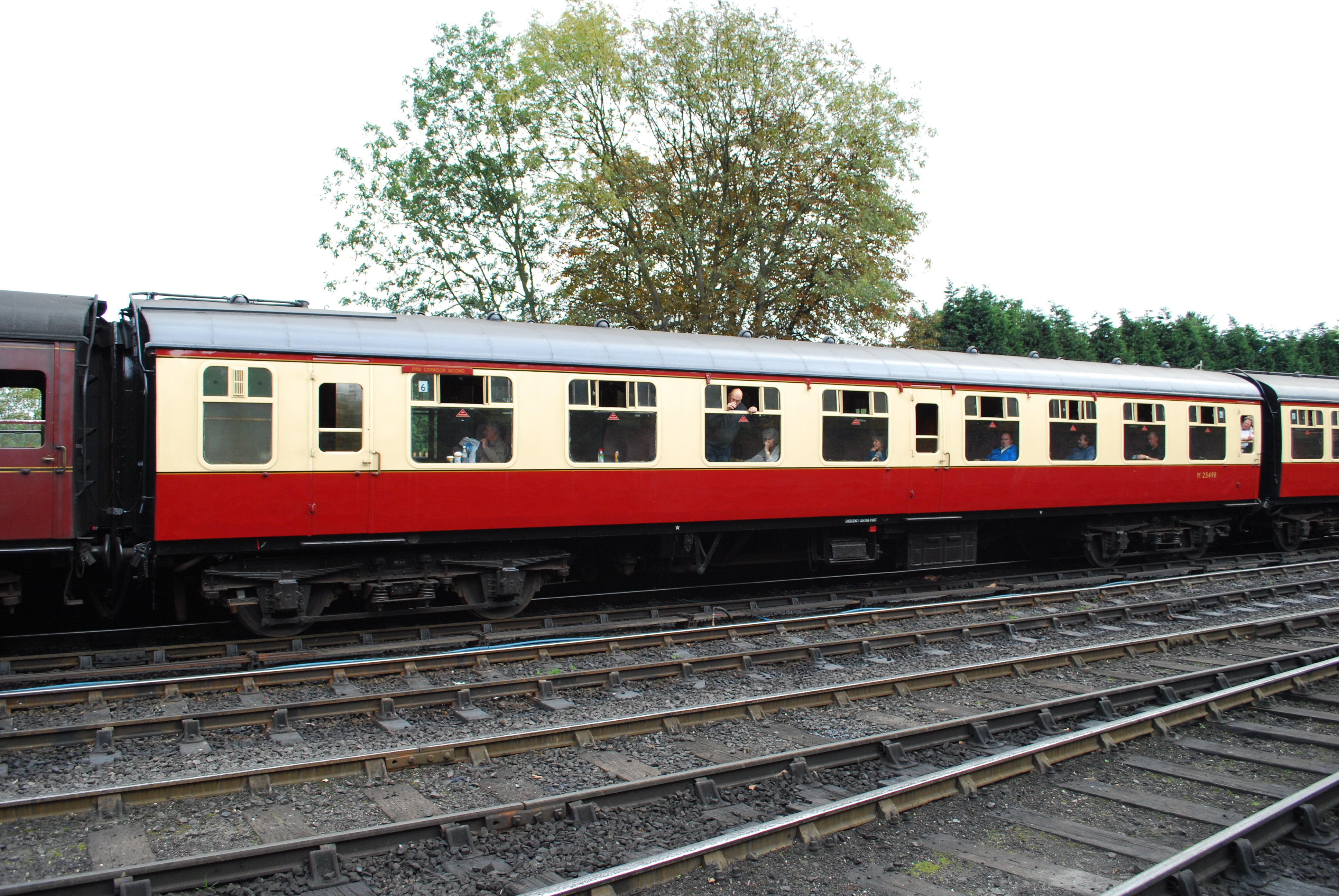
Les deux faces des SK étaient symétriques
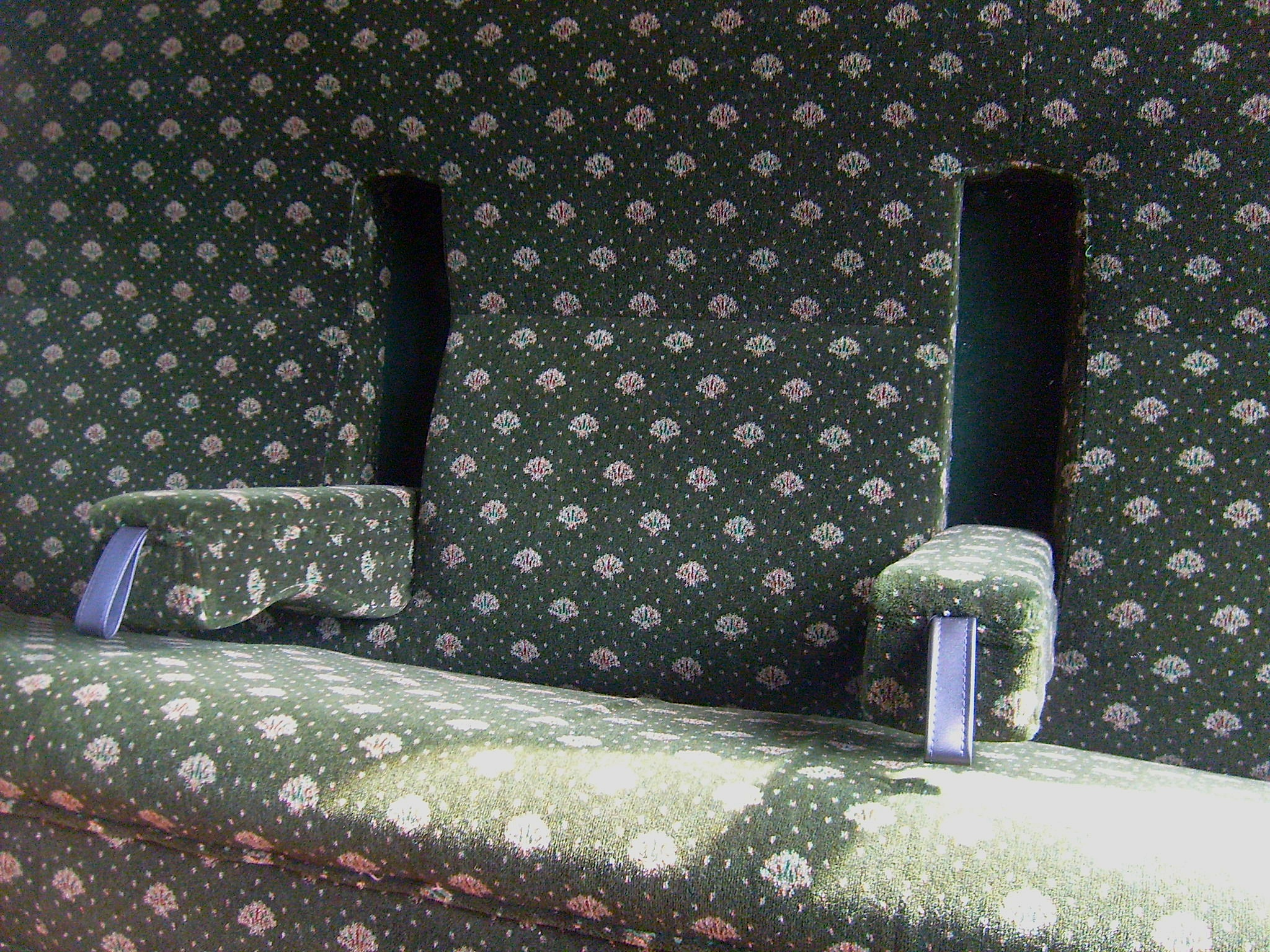
Sièges et accoudoirs escamotables

#### Restaurants, bars et buffets
Diverses variantes de ces voitures furent réalisées, selon les besoins. La plupart des voitures-restaurant fut livré dans les années 1960 ou tout à la fin des années 1950. Auparavant, du matériel des anciennes compagnies assurait la restauration des rames de voitures Mark 1.
Lorsque les voitures Mark 1 furent chassées des InterCity par les voitures Mark 2 et Mark 3, certaines voitures-restaurant Mark 1 eurent droit à un répit jusqu'à la fin des années 1980 en étant intégrées aux rames de voitures plus récentes.

##### Restaurant Kitchen (RK)
Trois séries de voitures-cuisines dotées d'une très large cuisine et d'un garde-manger. Ces voitures ne comportaient aucune place assise.
- diagramme 700 : 10 voitures construites en 1951, qui différent des diagrammes 701 et 702 ;
- diagramme 701 : 12 voitures de 1962 équipées d'une cuisine à l'anthracite ;
- diagramme 702 : 12 voitures identiques (livrées en 1963) mais équipées d'une cuisine au gaz.

Côté couloir, elles possèdent trois portes latérales et 10 fenêtres étroites espacées irrégulièrement ; côté cuisine, elles ont quatre portes et six petites fenêtres. Ces voitures étaient utilisées sur des trains nécessitant une capacité de restauration très importante, avec une ou deux voitures à couloir central servant de salle à manger. Cet arrangement se montrait coûteux en service commercial, un ensemble de trois voitures représentant plus de 110 t de poids-mort nécessitant au-moins 150 clients par voyage pour être rentable.
Les voitures diagramme 701 (et sans doute les 700) avaient toutes été retirées du service dès 1968 ; les voitures diagramme 702 se maintinrent jusque dans les années 1970.
Une voiture diagramme 702, numérotée 80030, est la seule survivante des trois séries ; une diagramme 701 transformée en prototype en 1968 aurait également survécu. D'autres voitures préservées, dénommées RK, n'appartiennent pas à ces trois séries ; il s'agit de conversions réalisées sur d'autres types de voitures ; en témoignent des dispositions de portes et fenêtres différentes.

##### Restaurant Kitchen Buffet (RKB)
54 voitures (un prototype de 1956 et 53 voitures diagramme 25 construites en 1961). Ces voitures comportaient une très grande cuisine, occupant plus de la moitié du véhicule, un garde-manger et un comptoir buffet à une extrémité. Ces voitures ne comportaient aucune place assise et étaient toujours utilisées avec une voiture à couloir central (Mark 1 mais aussi Mark 2 ou 3) servant de salle à manger. Côté couloir, ces voitures présentent un aspect inhabituel sans vestibule aux extrémités mais avec trois portes latérales encadrées par quatre groupes de deux grandes fenêtres, ; côté compartiments, les sept petites fenêtres sont opaques, sauf une fenêtre étroite à chaque extrémité, il existe trois portes de chargement disposées comme celle des compartiments à bagages ainsi qu'une porte de service aveugle à une extrémité,.

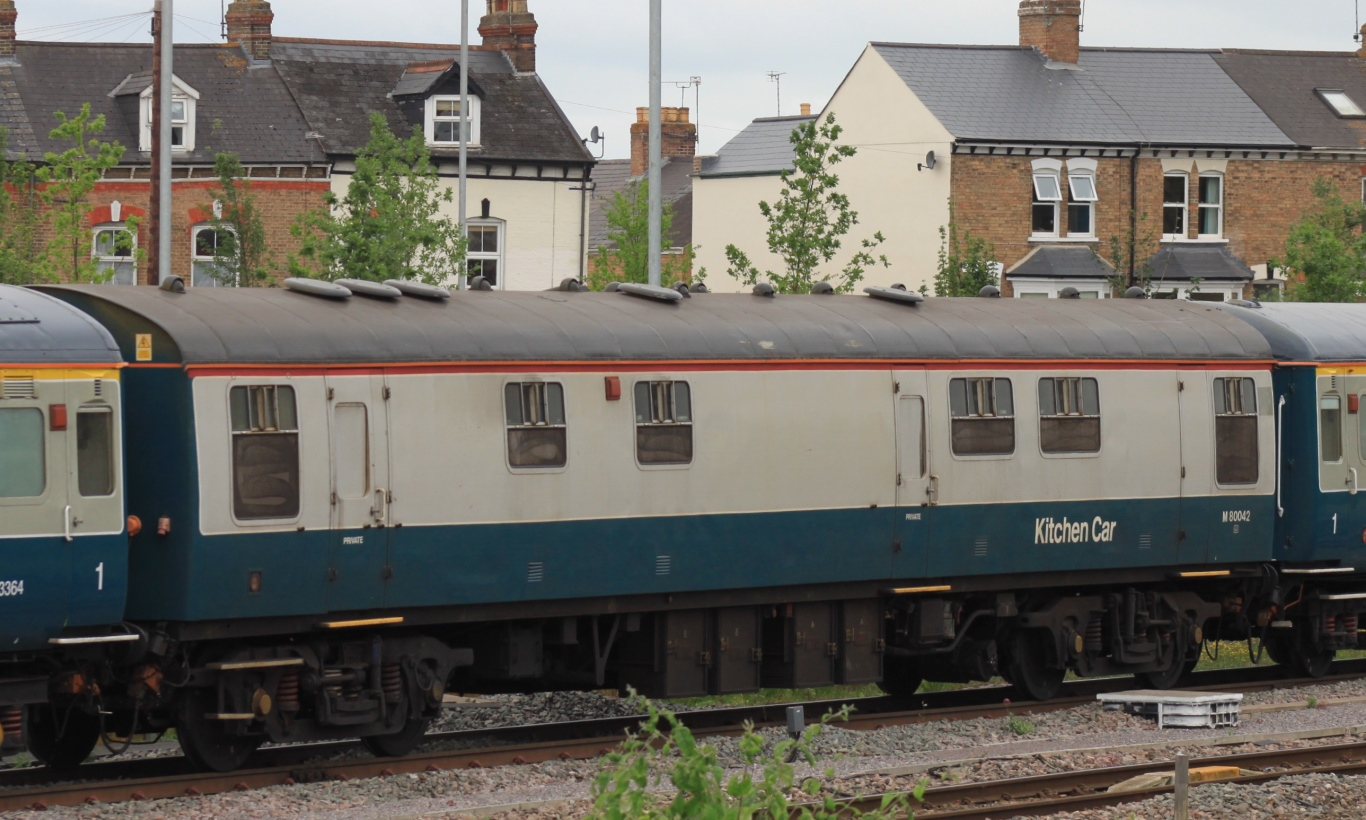
"Fausse" voiture RK réalisée par transformation d'une RBR.
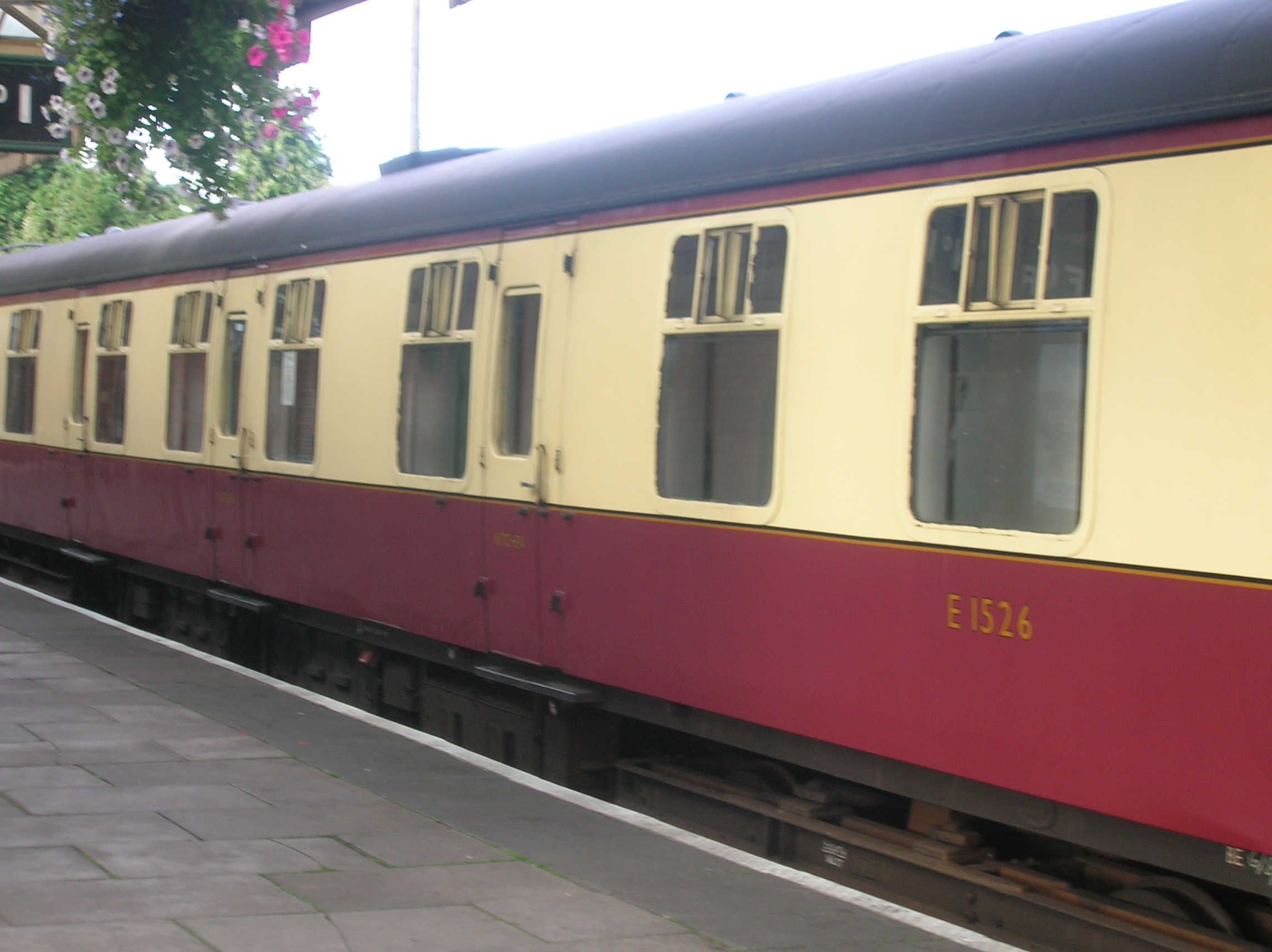
Côté couloir d’une voiture RKB.
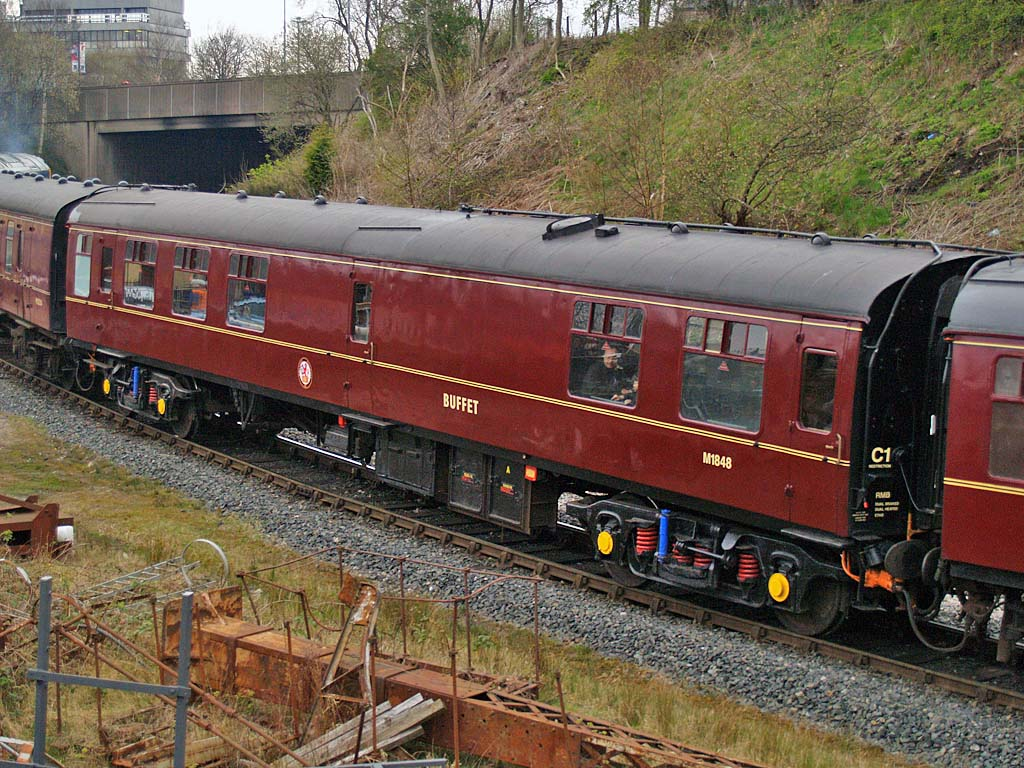
Voiture RMB, côté cuisine.
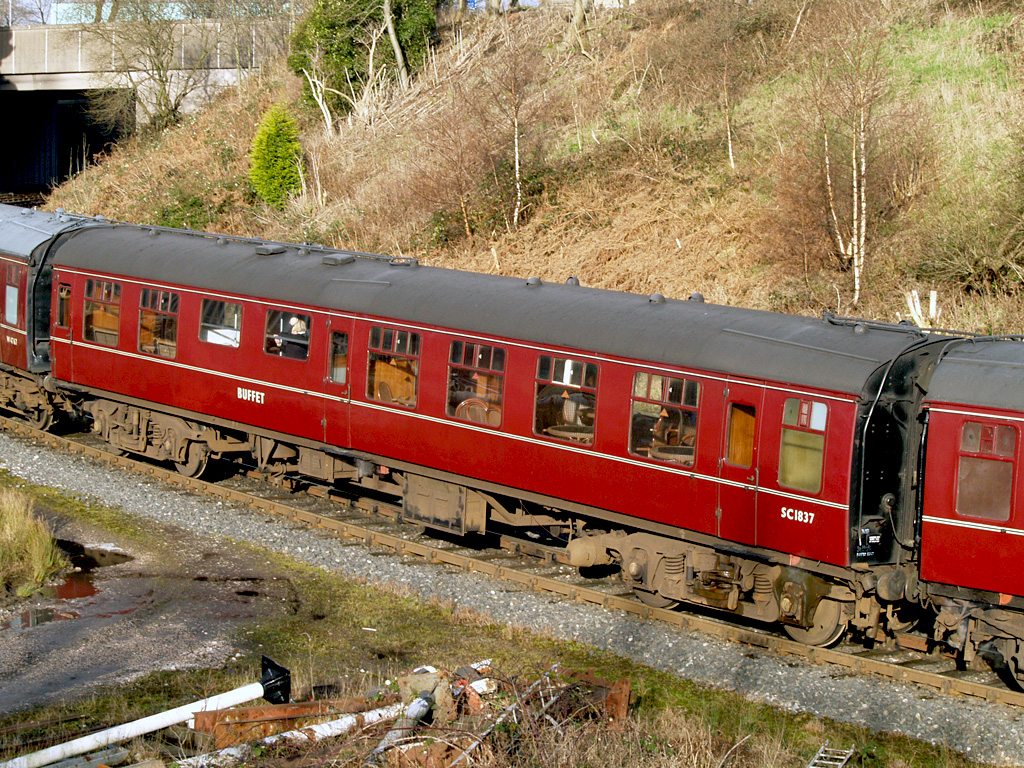
Voiture RMB, côté frigo.

##### Restaurant Miniature Buffet (RMB)
82 voitures prévues pour la restauration légère (diagrammes 97, 98 et 99). Ces voitures reprennent le chaudron et la disposition 2+2 des voitures TSO avec une petite cuisine à côté de la plate-forme médiane ; les sièges restants sont munis de tables fixes et servent de salle à manger. Deux travées situées d'un côté de la plate-forme étaient remplacées par une petite cuisine avec comptoir d'un côté du couloir central tandis que des armoires et un frigo se trouvent de l'autre côté. De l'autre côté de la plate-forme, un groupe de quatre sièges est remplacé par un espace de stockage, sauf sur les 12 voitures du diagramme 97 (qui en furent plus tard équipées) En service, la plate-forme médiane n'était utilisée que pour le chargement et le stockage de la cuisine[réf. souhaitée].
Sur les 82 voitures construites de 1957, près de 50 sont conservées par des associations de préservation.

##### Restaurant Buffet (RB)
Un prototype construit en 1956 (diagramme 21) et 128 voitures de série (diagramme 24) construites de 1959 à 1961. Ces voitures sont munies d'une cuisine avec un grand espace de stockage, d'un comptoir pour les passagers et d'une salle à manger de 23 places en disposition 2+1 avec tables fixes et chaises mobiles. Elles possèdent quatre baies pour la salle à manger (les deux premières sont plus étroites et encadrent une porte sans fenêtre servant de sortie de secours), une plate forme de service ainsi que cinq baies et deux autres portes (côté couloir) et trois petites fenêtres opaques avec une porte (côté cuisine).
Ces voitures étaient souvent employées avec une voiture à couloir central servant de salle à manger.
Dans les années 1970, ces voitures furent modernisées et dénommées Restaurant Buffet Refurbished (RBR). Le mobilier en bois est remplacé par du mobilier utilisant en abondance le plastique ; les chaises sont désormais fixes et l'éclairage fait appel à des tubes néon,. Des voitures RU ont également été transformées en RBR en ajoutant un comptoir et en condamnant deux portes et une fenêtre. Leur carrosserie mise à part, les ex-RU se distinguent par leur numérotation à quatre chiffres commençant par 19 au lieu de 16 ou 17.

Une trentaine de RBR a été préservée ; certaines ont troqué à cette occasion son aménagement des années 1970 au profit d'intérieurs en bois.

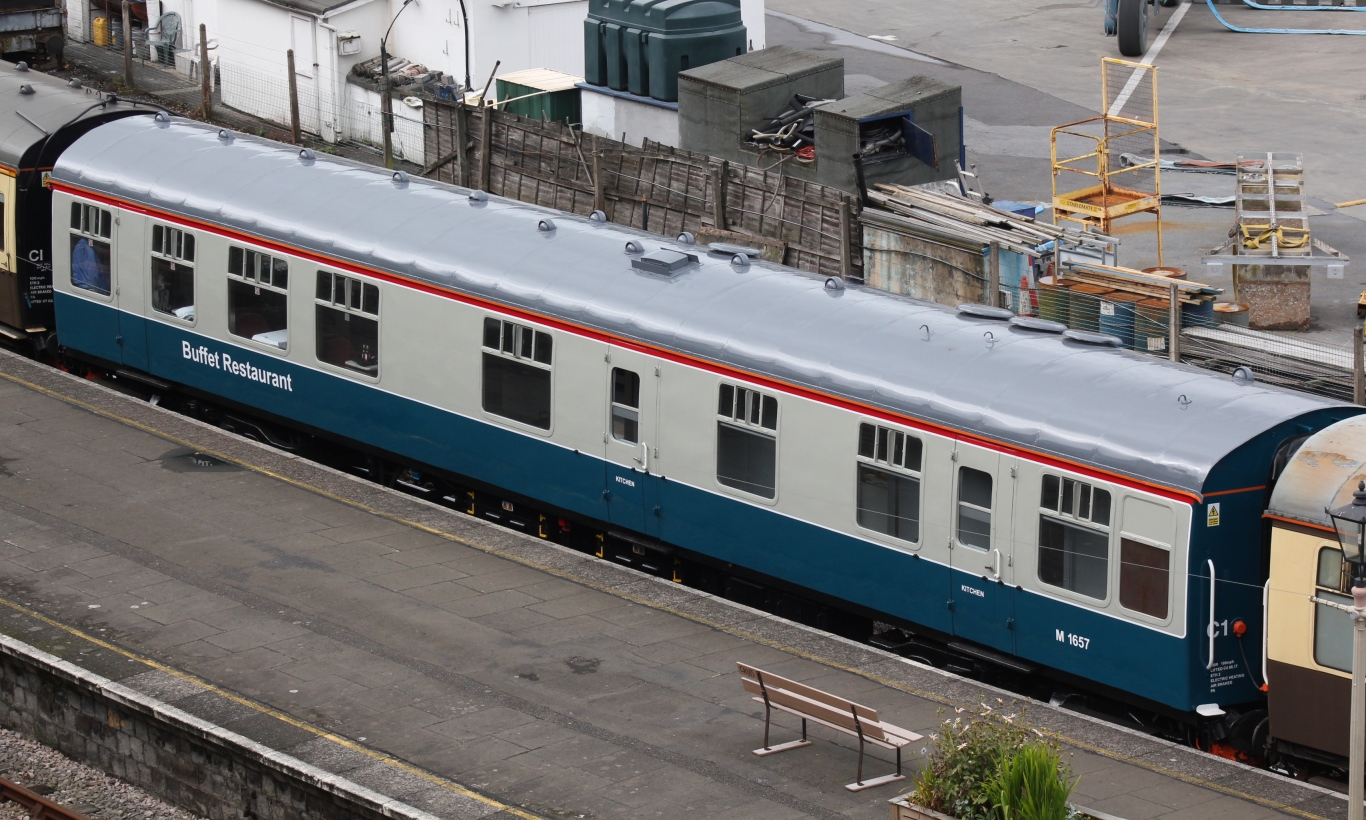
RBR côté couloir.
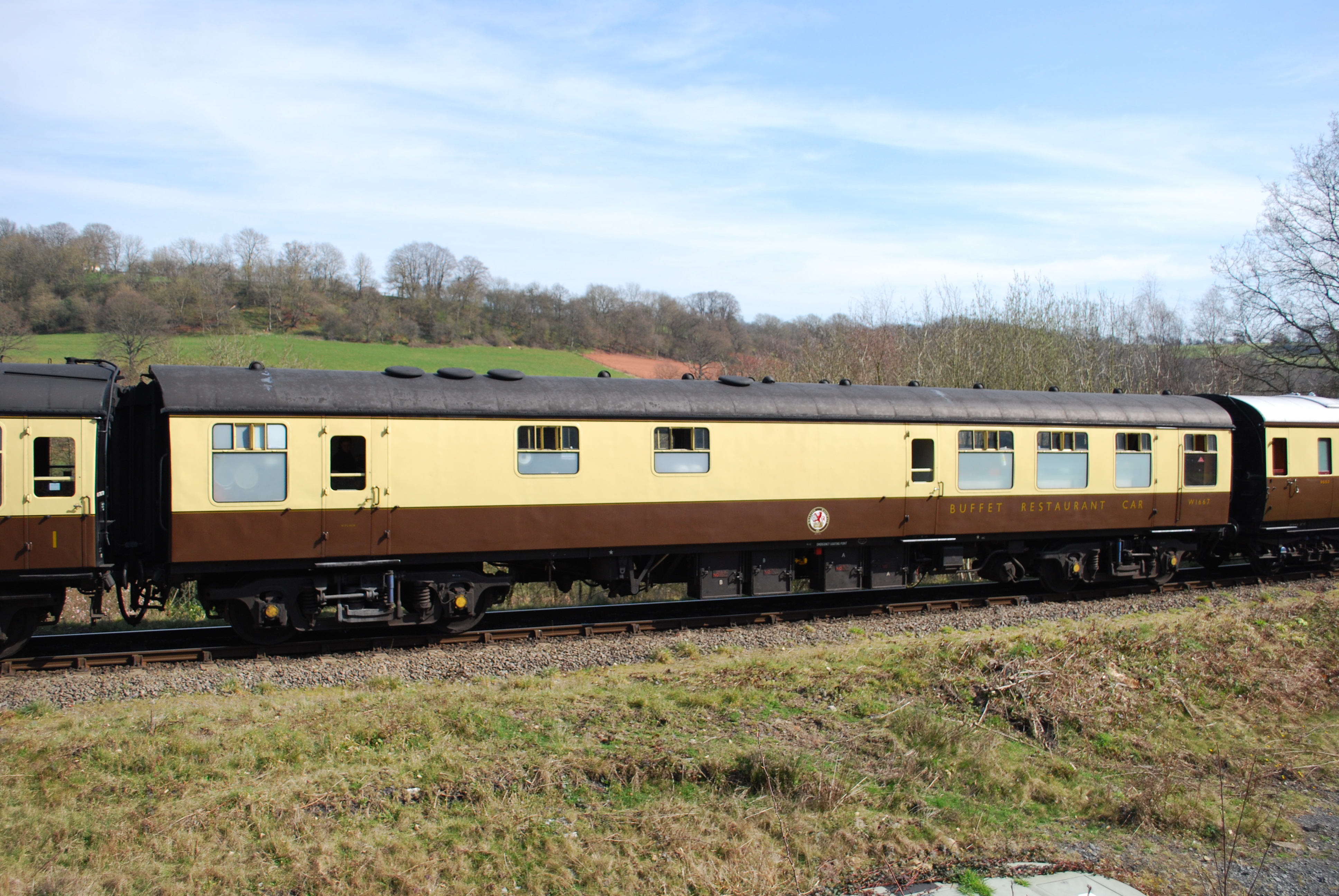
RBR côté cuisine.
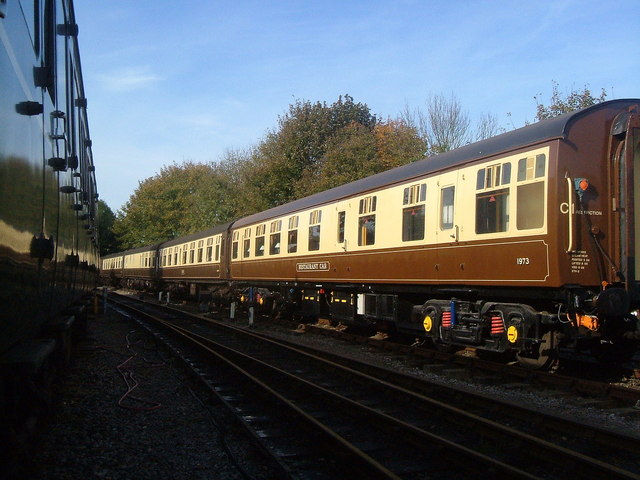
RU côté couloir.
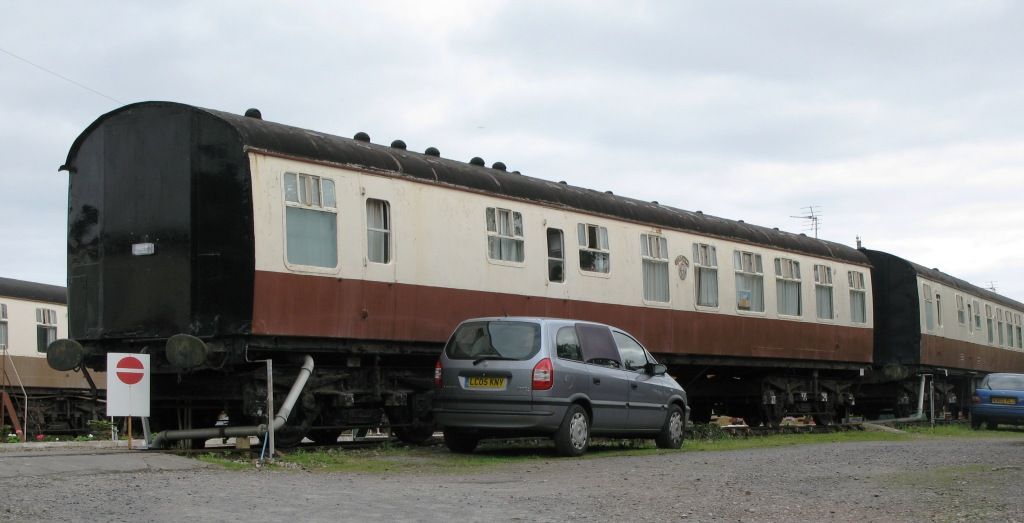
RU côté cuisine.
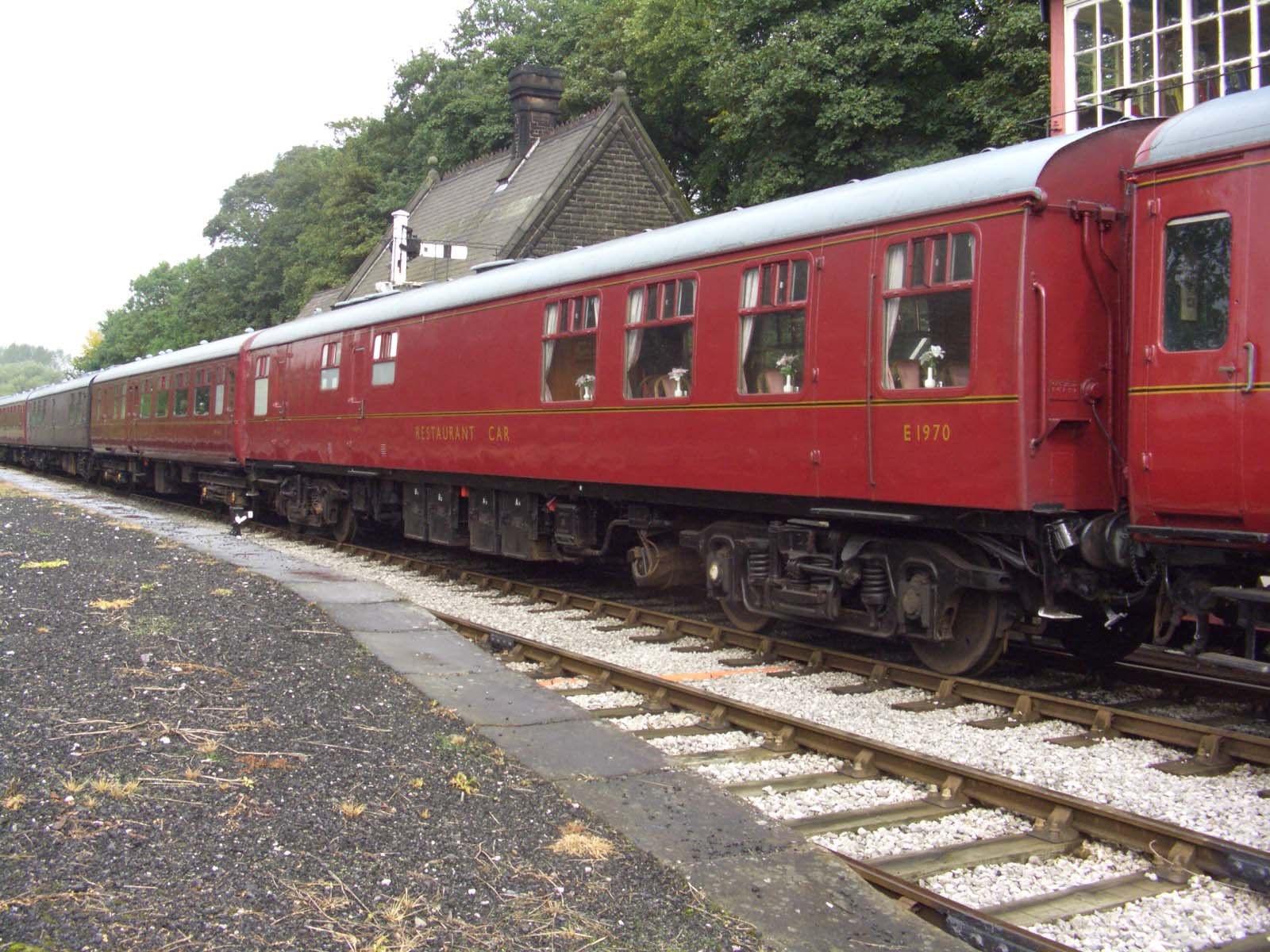
RU transformée en RBR, côté cuisine.

##### Unclassified Restaurant (RU)
Également appelés Unclassed Restaurant car ils sont accessibles aux voyageurs des deux classes. Un prototype construit en 1956 (diagramme 22) et 91 voitures de série (diagramme 23) construites de 1957 à 1961. Selon les aménagements, la salle à manger (en disposition 2+1) comporte 33, 29 ou 24 chaises mobiles. Ces voitures sont munies d'une cuisine avec espace de stockage et d'une salle à manger dont la disposition varie. Elles possèdent six baies pour la salle à manger (dont quatre plus étroites en raison de la présence de sorties de secours) ; côté couloir, on retrouve quatre baies et deux portes de chargement tandis que le côté cuisine possède deux portes de chargement et trois petites fenêtres opaques.
Dans les années 1970, une partie de ces voitures fut transformée en Restaurant Buffet Refurbished (RBR) par agrandissement de la partie cuisine et installation d'un comptoir à la place de deux travées de la salle à manger, qui est réaménagée. Ces voitures se distinguent en de nombreux points des RBR issues de la transformation des voitures RB ; comparé aux RU, on les reconnaît à la suppression de deux baies et d'une sortie de secours, côté cuisine,.

##### Restaurant First (RF)
5 voitures construites en 1951 (diagramme 16) munies de chaises mobiles. L'aspect extérieur de ces voitures est mal connu car les deux exemplaires préservés ont été transformés en "griddle cars" dans les années 1960, modifiant leur aspect extérieur,.
27 voitures (diagramme 17) construites en 1961-1962. Ces voitures possèdent une salle à manger de 24 fauteuils de première classe et une grande cuisine. Côté cuisine, la voiture possède une plate-forme extrême, quatre travées de première classe, une porte centrale et un espace cuisine avec deux petites fenêtres et une porte. Côté couloir, on retrouve quatre travées de première classe, une fenêtre opaque, une porte centrale ainsi que quatre fenêtres et une porte de chargement le long de la cuisine.
Plusieurs de ces voitures (diagramme 17) sont préservés.

##### Restaurant First Open (RFO)
Prévues pour servir de salle à manger de première classe, aux côtés d'une voiture équipée de cuisine, ces 11 voitures, construites en 1951, sont dérivées des voitures FO sans porte centrale. La carrosserie et la disposition des toilettes sont identiques, seul l'aménagement intérieur diffère : il est constitué de tables fixes et de 42 chaises mobiles.
Une seule de ces voitures a survécu, en mauvais état.

##### Restaurant Standard Open (RSO)

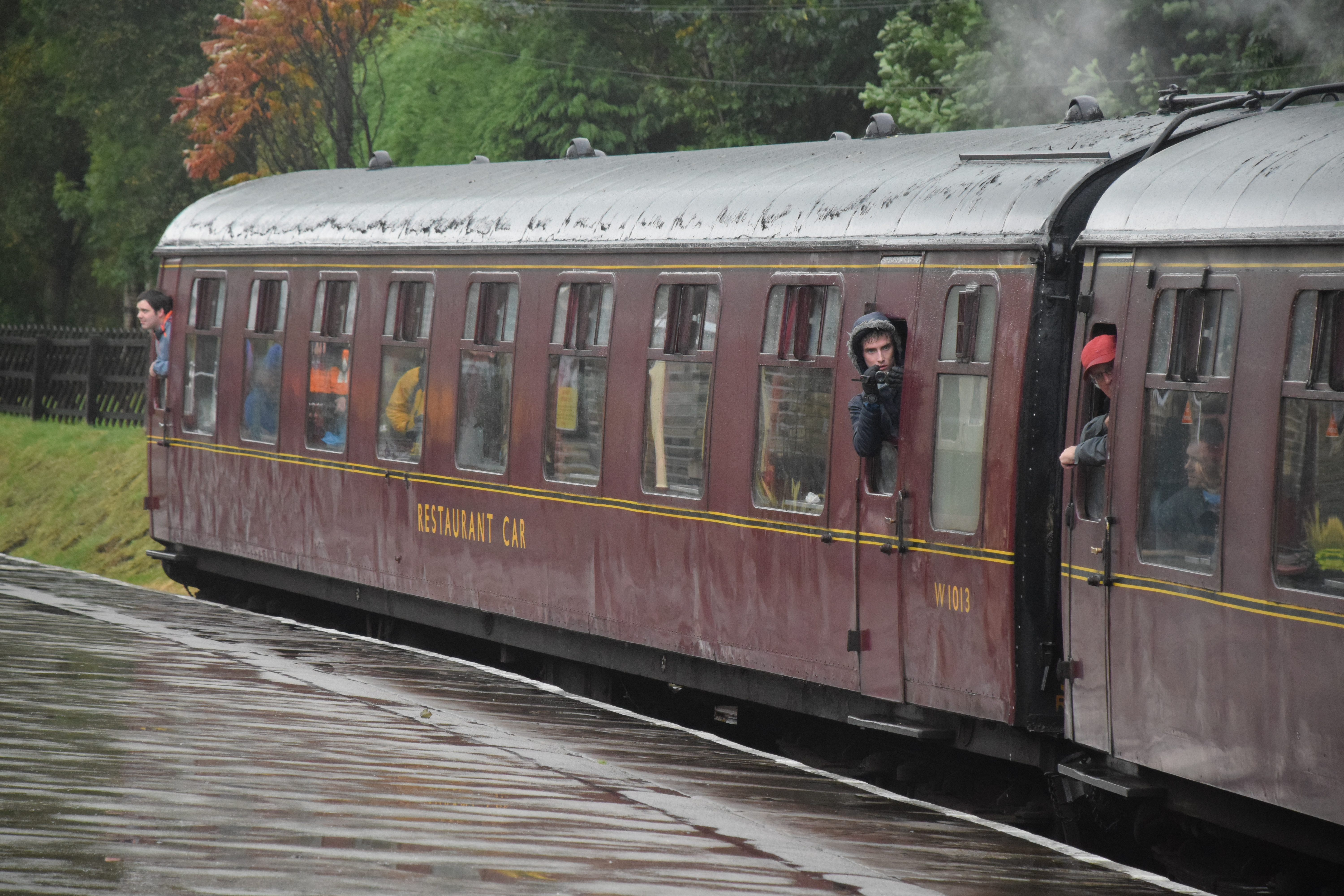
Voiture RSO préservée en état de marche.

14 voitures (diagramme 56) construites en 1951 et quatre autres (diagramme 60) construites en 1960. Ces deux séries offrent 48 places (fauteuils fixes) de seconde classe afin de servir de salle à manger et possèdent deux toilettes à une extrémité (comme sur les SO, TSO, SK).
- les voitures du diagramme 56 n'avaient pas d'accès central et des travées plus larges[43] ;
- les voitures du diagramme 60 reprennent la carrosserie des SO avec accès central.

Quelques voitures diagramme 56 sont préservées, de même qu’une voiture diagramme 60 transformée en voiture-camping.

##### Restaurant Unclassified Open (RUO)
40 voitures (diagramme 61) construites en 1961. Directement extrapolées du diagramme 60, elles se distinguent par leurs chaises mobiles et sont ouvertes aux deux classes, comme salle à manger.
Aucune de ces 40 voitures, numérotées 1018-1057 n'a été préservée ; au moins trois existent toujours, transformées en voiture utilisées pour les tests du matériel roulant (elles sont dépourvues de fenêtres et munies de grandes portes de chargement).

### Voitures de banlieue (Suburban)

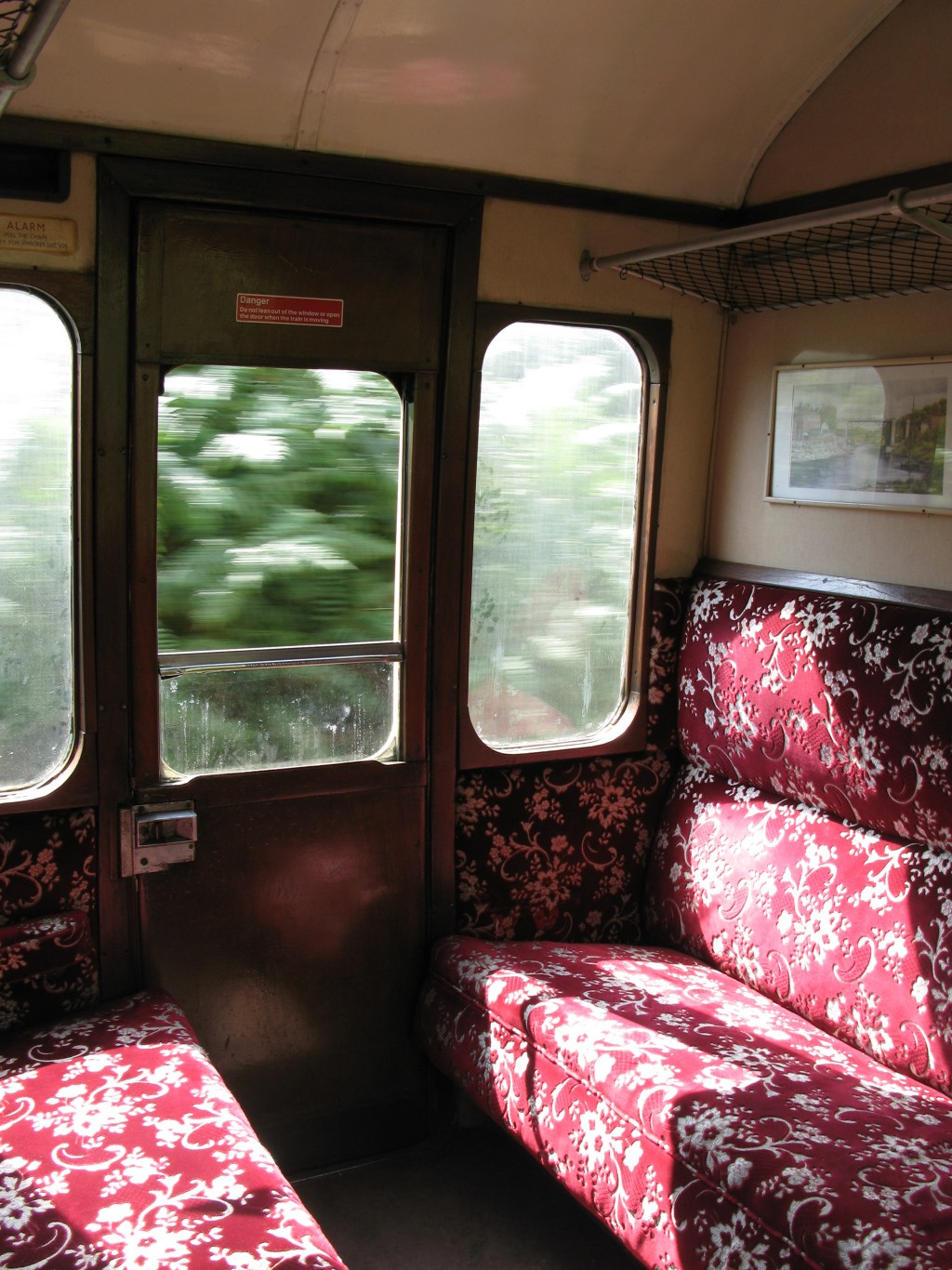
Compartiment de 12 places d'une voiture BS.

Ce matériel, à portières latérales, fut construit durant la première moitié des années 1950. Il était utilisé au départ des grandes villes et sur quelques trains locaux, souvent en panachage avec du matériel plus ancien.
Ces voitures, généralement à châssis court, étaient dépourvues d'intercirculation et, le plus souvent, ne possédaient pas de toilettes et aucun accès d'un compartiment à l'autre (ce qui permettait d'offrir six places de front. En Europe continentale, les voitures à portières latérales n'étaient plus construites depuis les années 1930, et toutes celles construites à partir des années 1910 possédaient un couloir et des toilettes.
Cette conception surannée, couplée à l'arrivée massive des autorails et automotrices, plus adaptés aux trains de banlieue, entraîna leur mise à la retraite au début des années 1970, moins de cinq ans après la fin de la vapeur aux British Railways. En fin de carrière, elles assuraient surtout des trains d'heure de pointe.
Plusieurs variantes existaient :

#### Second (S)
Ces voitures comportaient neuf compartiments de seconde classe sans aucun couloir entre ces compartiments et sans toilettes. Cette disposition permettait de transporter 108 passagers assis. Les voitures diagramme 326 comportaient 196 exemplaires ordinaires et 7 autres étaient construites avec un gabarit plus réduit pour les lignes de l'ancien chemin de fer métropolitain.
Un unique prototype à 10 compartiments (120 places), a été réalisé en 1962, avec une caisse en fibre de verre et le châssis d'une TSO détruite lors de la catastrophe ferroviaire de Lewisham (en) en 1957 ; cette voiture est restée un prototype en raison du coût de sa construction. Elle est préservée ainsi que cinq voitures ordinaires.

#### Second Open (SO)
Diagramme 328. Petite série de 15 voitures (dont huit au gabarit métropolitain). Extérieurement identiques aux précédentes, elles se distinguent par un aménagement à couloir central séparées par une cloison sans porte. Elle possèdent en tout 94 places (52 + 42). Aucune n’est préservée.

#### Second Lavatory Open (SLO)
Diagramme 330. 27 voitures munies de deux toilettes au centre, de part et d'autre d'un couloir, ces voitures possèdent de part et d'autre deux salles de 40 places chacune. Cinq sont préservées.

#### Brake second (BS)
249 voitures (diagramme 371) mixtes seconde classe et bagages, dont sept au gabarit métropolitain. Il s'agit de la variante la plus nombreuse.
Issues des voitures S, elles possèdent six compartiments de 12 places chacun sans communication d'un compartiment à l’autre. Un compartiment pour le garde et les bagages (accessible uniquement depuis l’extérieur) occupe le tiers restant de la voiture. 14 sont préservées.

#### Composite
54 voitures (diagramme 311) mixtes première et seconde classe qui comportent trois compartiments de seconde classe, trois de première et trois autres de seconde. Elles ne possèdent ni toilette, ni couloir ou passage entre les compartiments. Aucune n'est préservée.

#### Composite lavatory (CL)
50 voitures (diagramme 313) mixtes première et seconde classe avec couloir latéral et deux toilettes au centre. Elles possèdent un compartiment de sept places de première classe à une extrémité du couloir, deux de six places et une toilette à l'autre bout du couloir. Une autre toilette jouxte cette dernière et donne accès à la partie seconde classe qui comporte trois compartiments de huit places et un de dix places au bout du couloir.

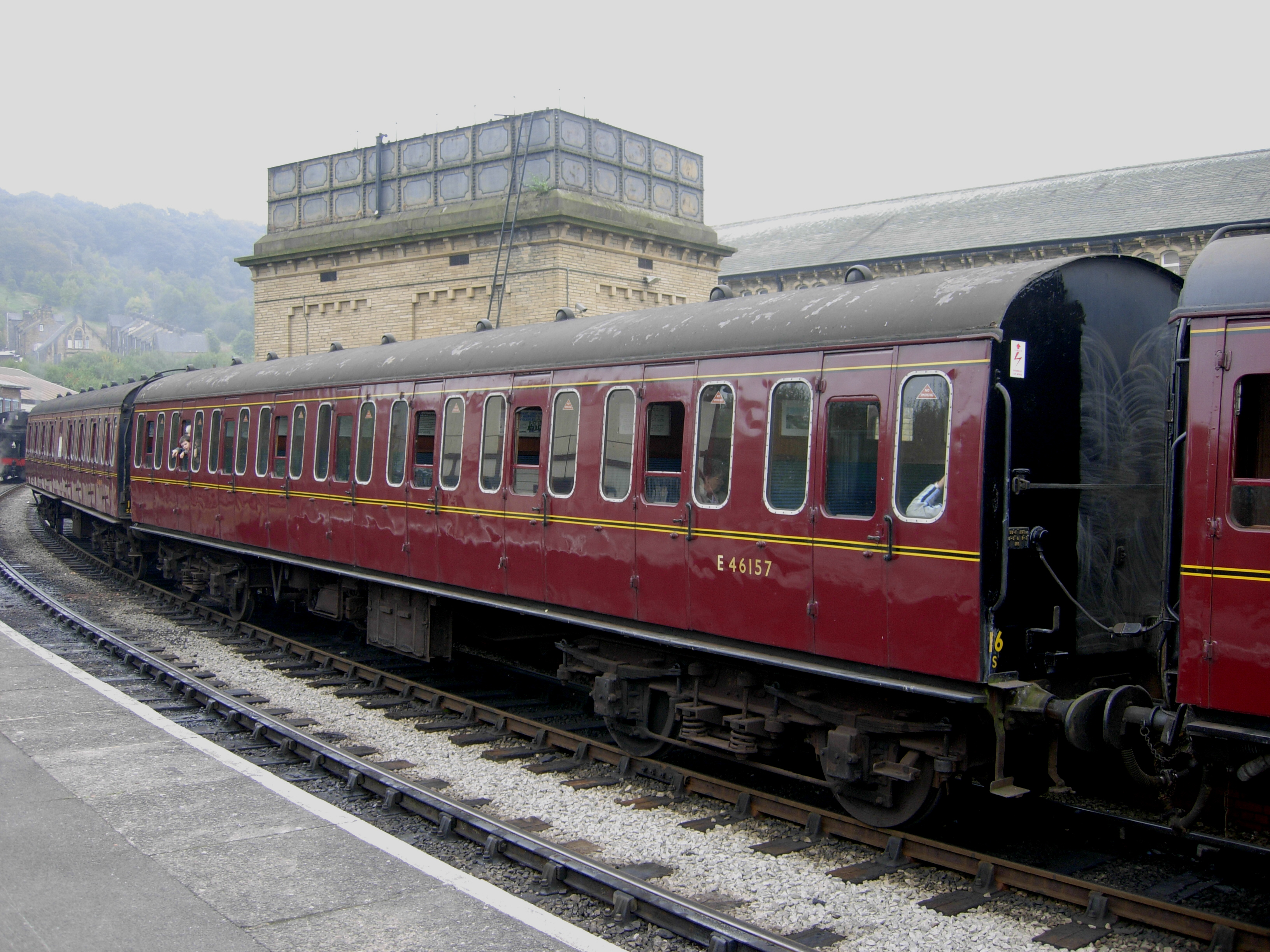
Voiture S n°46157.
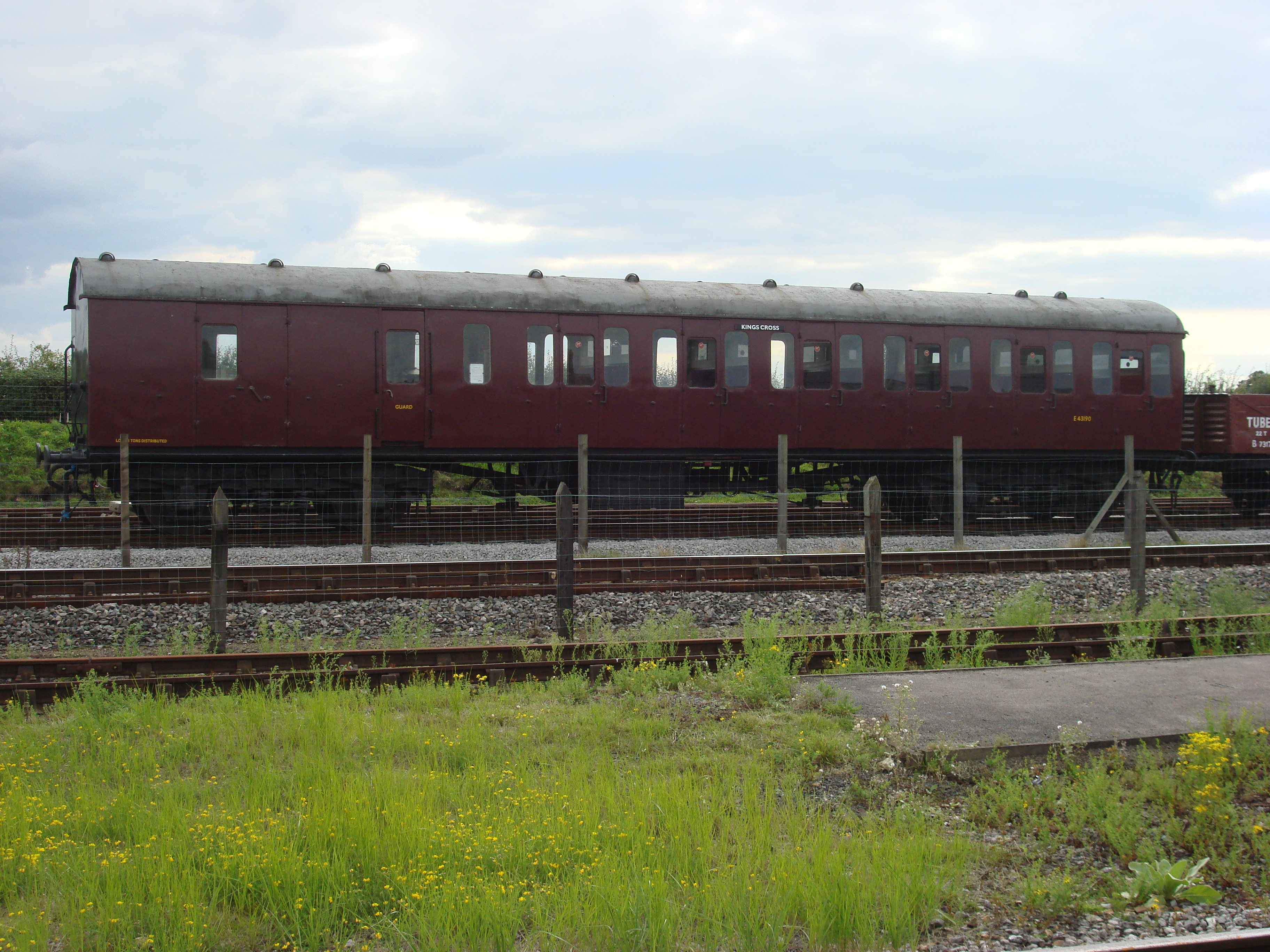
BS en livrée unicolore.
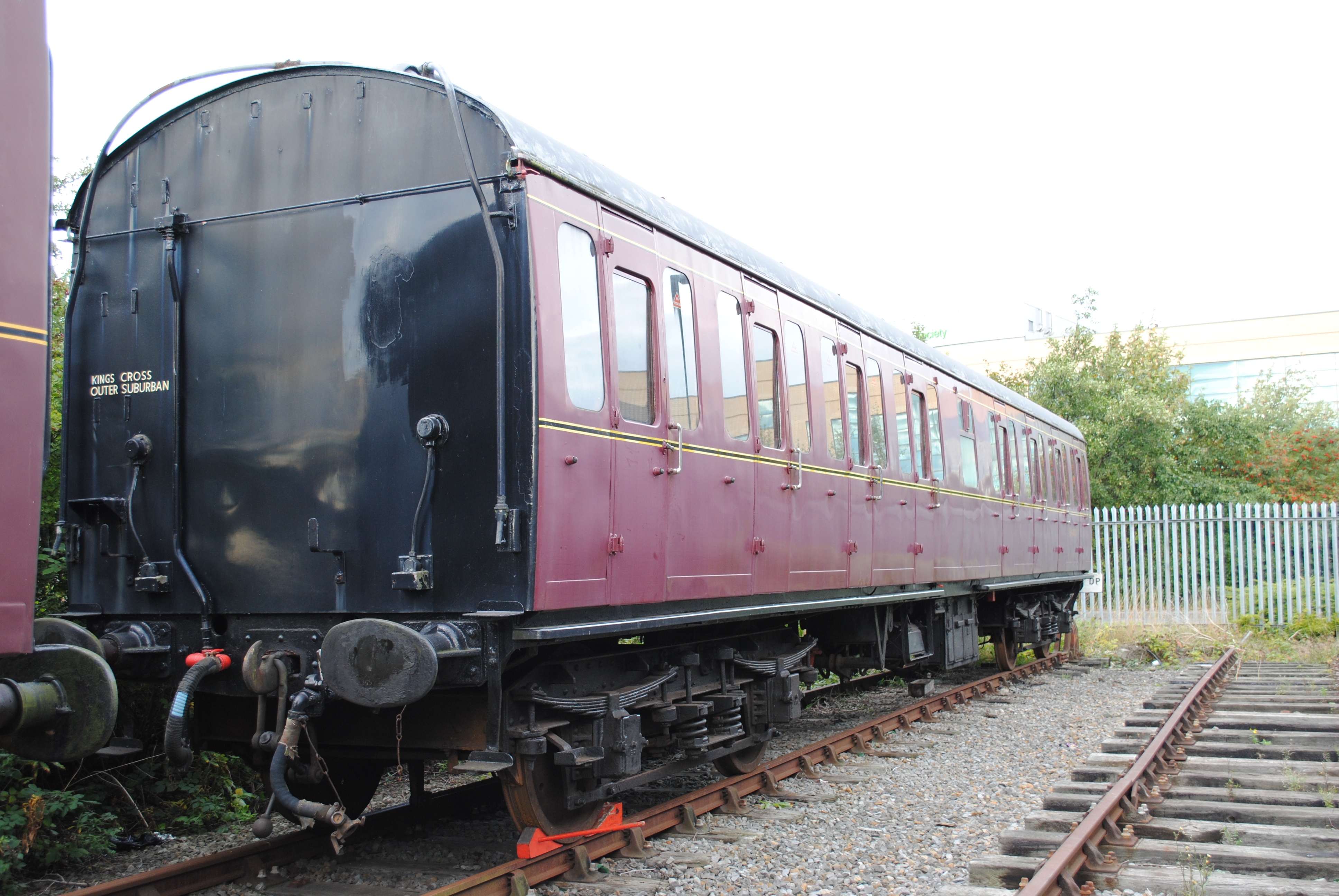
SLO à couloir intérieur.
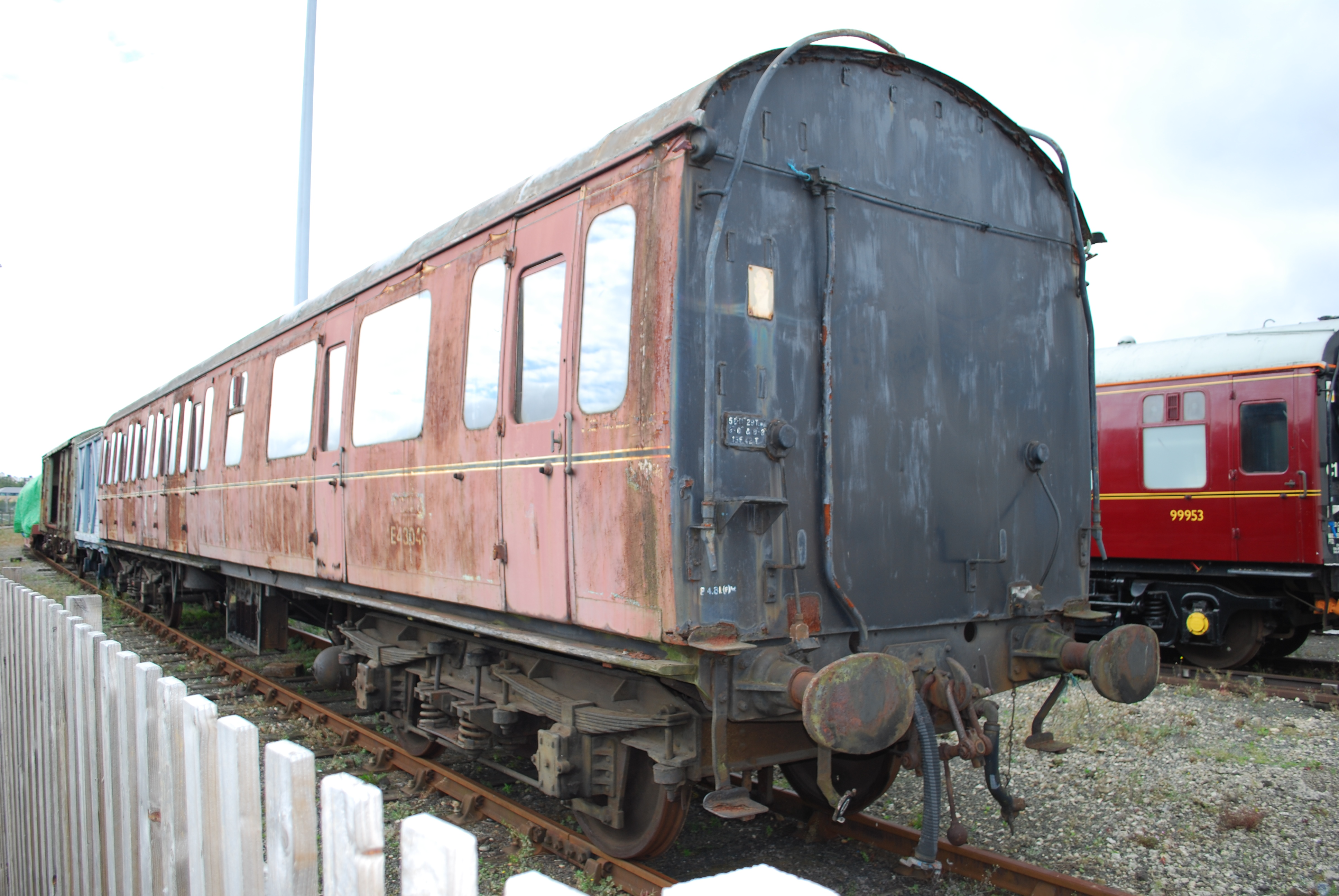
CLO en attente de restauration.

## Protection en cas d’accident
La solidité de ce nouveau matériel, par rapport au matériel des anciennes compagnies, surtout le plus ancien, et la rapidité avec laquelle de grandes quantités de matériel Mark 1 furent mises en service se traduisirent par une diminution des morts par accident entre 1951 et 1977. Lors de cette période, au cours de plusieurs accidents, la solidité de ce matériel entièrement métallique fit ses preuves. Les voitures et automotrices Mark 2, qui leur succéderont, se distingueront par une construction monocoque au lieu de l'assemblage châssis-carrosserie du matériel Mark 1.
Bien que la construction des voitures voyageurs Mark 1 ait pris fin en 1963, de nombreux automoteurs et des fourgons, conçus selon le modèle Mark 1, ont continué à être construits jusqu'en 1974.
La catastrophe ferroviaire de Clapham Junction en 1988, qui impliqua trois trains d'automotrices Mark 1, est fréquemment citée comme la cause du retrait du matériel Mark 1, dont plusieurs éléments s'étaient disloqués lors de la collision de Clapham Junction. Toutefois, le rapport d'enquête conclut que le remplacement rapide n'était pas une option viable à cause du coût important (de grandes quantités de matériel à remplacer, qui n'avait pas encore atteint sa durée de vie limite) mais aussi car les qualités de roulement et la résistance en cas d'accident n'étaient pas intrinsèquement mauvais. Le remplacement des dernières automotrices d'avant-guerre était jugé prioritaire par rapport à celui des Mark 1.
À cette époque, certaines automotrices et autorails de première génération avaient déjà été retirés du service et l'effectif des voitures avait subi des coupes sévères face au matériel Mark 2 et Mark 3 ainsi que l'essor des automotrices aux dépens des rames tractées.
À la fin des années 1990, les véhicules Mark 1 ont commencé à atteindre la fin de leur durée de vie théorique. Ils devenaient comparativement moins sûrs que d'autres véhicules plus modernes. Le Health and Safety Executive du Royaume-Uni a donné l’ordre en 1999 de retirer toutes les voitures et automotrices Mark 1 d’ici à la fin de 2002 "à moins d’être recarrossés ou modifiés pour éviter ou réduire le risque de chevauchement en cas de collision". Des essais de modifications furent non concluants et ont été jugés coûteux par rapport aux gains de sécurité. En octobre 2002, le Health and Safety Executive prolongea jusqu'au 31 décembre 2004 l'utilisation autorisée du matériel roulant Mark 1 : "Ces dérogations sont soumises à des conditions, à savoir que tout matériel roulant Mark 1 exploité après le 31 mars 2003 être équipé d'un système de protection et d’alerte". Le système britannique de protection et d’alerte des trains (TPWS) réduit considérablement les risques de collision.

## Fin de carrière

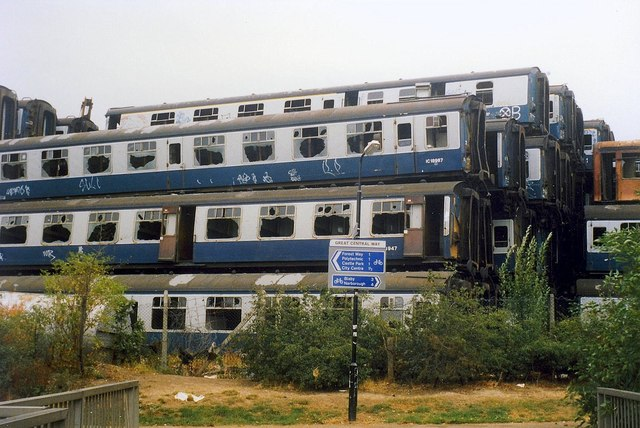
Des voitures Mark 1 empilées dans la cour d'un ferrailleur (1990).

## Préservation
De grandes quantités de voitures Mark 1 (et d'autorails Mark 1) ont été remises en service par les chemins de fer touristiques du Royaume-Uni. Grâce à leur disponibilité en grand nombre, ils ont permis d'éviter de se contenter du matériel des anciennes compagnies dont la plupart avaient été détruits ou étaient préservés hors d'état de marche. Parmi les voitures Mark 1 préservées, un certain nombre est en attente de restauration, sert de dortoir pour le personnel ou est uniquement utilisé comme banque de pièces détachées (un certain nombre a par la suite été mis à la ferraille).
Seul un très petit nombre de voitures-lits existent encore aujourd'hui, la présence d'amiante entraîna la mise à la mise à la casse dans les années 1990-2000 de la plupart des exemplaires préservés.
La longue période d'utilisation des voitures Mark 1, qui ont connu la traction à vapeur, signifie qu'un chemin de fer touristique peut potentiellement recréer une rame complète des années 1950, 1960, 1970, ou au début des années 1990, selon la livrée et les intérieurs choisis lors de leur restauration.

## Les voitures Mark 1 dans la fiction

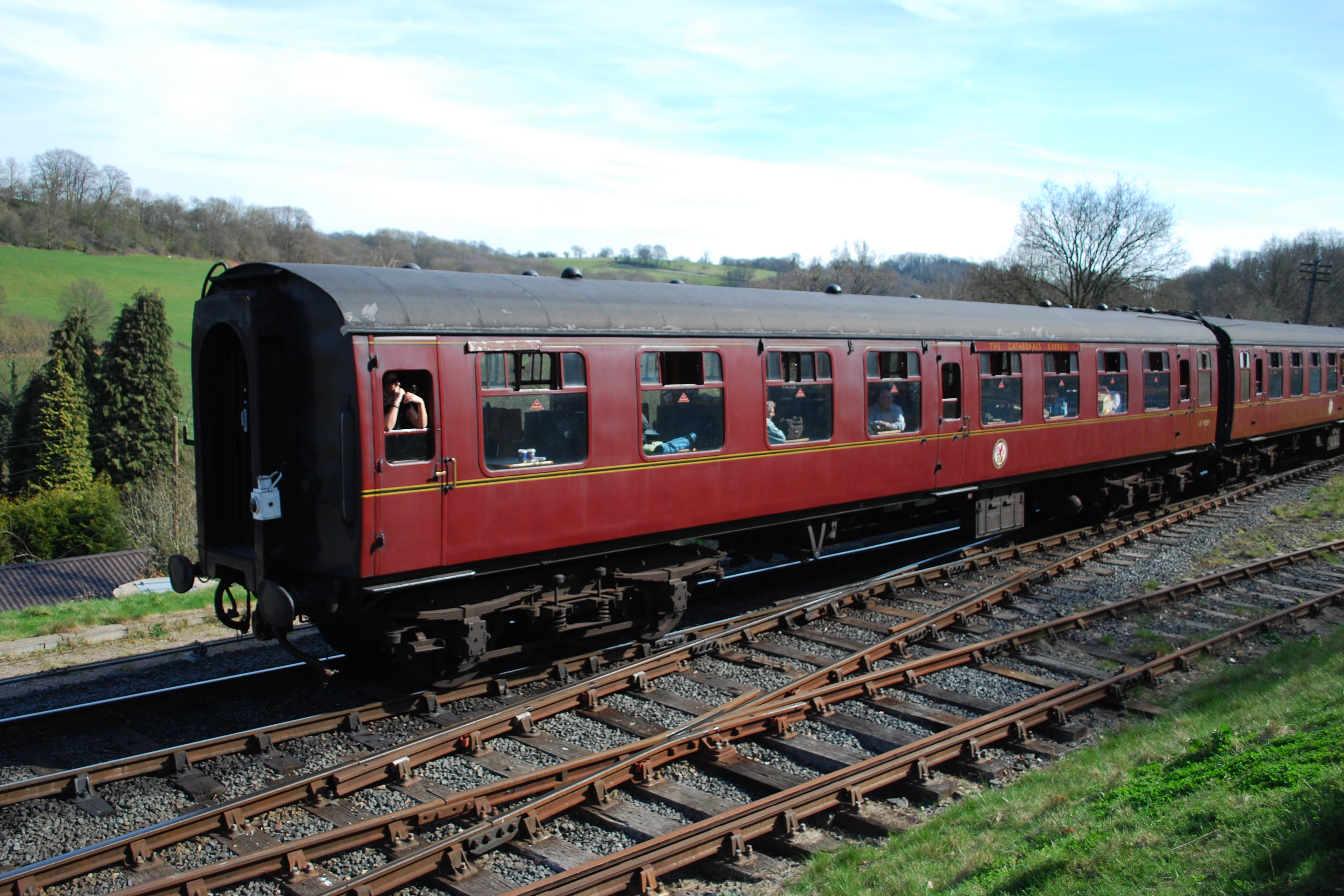
Une voiture à couloir central en livrée bordeaux.

- Dans l’édition de 1966 de l’album de Tintin "L'Île Noire", Tintin rattrape le docteur Müller et son acolyte en s'accrochant à un train de voyageurs composés de voitures Mark 1 en livrée bordeaux, dont une voiture-restaurant ;
- Dans la série de films Harry Potter, le Poudlard Express est composé de quatre, puis cinq, voitures Mark 1 remorqués par la locomotive à vapeur 5972 Olton Hall rebaptisée Hogwarts Castle[51]. Les cinq voitures[52] appartiennent à des associations de préservation et sont peintes dans la livrée bordeaux des British Railways, inspirée de celle du LMS.